# 日本のテレビアニメ作品一覧 (2010年代 前半)
- アニメ > テレビアニメ > 日本のテレビアニメ作品一覧 > 日本のテレビアニメ作品一覧 (2010年代 前半)
- アニメ > アニメ作品一覧 > 日本のテレビアニメ作品一覧 > 日本のテレビアニメ作品一覧 (2010年代 前半)

日本のテレビアニメ作品一覧 (2010年代 前半)（にほんのテレビアニメさくひんいちらん (2010ねんだい ぜんはん)）は、2010年から2014年に放送された日本のテレビアニメ作品一覧。

## 2010年（平成22年）

### 2010年 1月 - 3月
| 開始日 - 終了日             | 作品名                                       | 制作会社                                                   | 主放送局・系列    | 話数   |
| --------------------------- | -------------------------------------------- | ---------------------------------------------------------- | ----------------- | ------ |
| 1月2日 - 3月27日            | COBRA THE ANIMATION                          | マジックバス                                               | BS11              | 全13話 |
| 1月3日（特別番組）          | 遙かなる時空の中で3 終わりなき運命           | ゆめ太カンパニー                                           | AT-X              | 全1話  |
| 1月4日 - 3月22日            | ギャグマンガ日和+                            | スタジオディーン                                           | KIDS STATION、YTV | 全12話 |
| 1月4日 - 3月22日            | ソ・ラ・ノ・ヲ・ト                           | A-1 Pictures                                               | TX                | 全14話 |
| 1月4日 - 3月22日            | ちゅーぶら!!                                 | ZEXCS                                                      | AT-X              | 全12話 |
| 1月5日 - 3月23日            | れでぃ×ばと!                                 | XEBEC                                                      | AT-X              | 全12話 |
| 1月6日 - 3月24日            | おまもりひまり                               | ZEXCS                                                      | 独立局            | 全12話 |
| 1月6日 - 3月31日            | バカとテストと召喚獣                         | SILVER LINK.                                               | TX                | 全13話 |
| 1月7日 - 3月25日            | おおかみかくし                               | AIC                                                        | TBS               | 全12話 |
| 1月7日 - 4月1日             | ダンス イン ザ ヴァンパイアバンド            | シャフト                                                   | AT-X              | 全12話 |
| 1月7日 - 6月24日            | デュラララ!!                                 | ブレインズ・ベース                                         | MBS               | 全26話 |
| 1月7日 - 3月25日            | ひだまりスケッチ×☆☆☆                         | シャフト                                                   | TBS               | 全12話 |
| 1月8日 - 3月26日            | 怪盗レーニャ                                 | スティングレイ                                             | KBC               | 全12話 |
| 1月8日 - 3月26日            | ネットミラクルショッピング 2ndシーズン       | 毎日放送                                                   | MBS               | 全12話 |
| 1月9日 - 6月19日            | 聖痕のクェイサー                             | フッズエンタテインメント                                   | 独立局            | 全24話 |
| 1月10日 - 3月28日           | はなまる幼稚園                               | GAINAX                                                     | TX                | 全27話 |
| 1月12日 - 2011年4月1日      | ケシカスくん                                 | 小学館ミュージック&デジタル エンタテイメント               | TX                | 全44話 |
| 1月14日 - 3月25日           | のだめカンタービレ フィナーレ                | J.C.STAFF                                                  | CX                | 全11話 |
| 1月25日 - 12月10日          | 刀語                                         | WHITE FOX                                                  | CX                | 全12話 |
| 2月1日 -                    | ピチ高野球部                                 | DLE                                                        | TNC               |        |
| 2月6日 - 11月25日           | ちーすい丸（第1期）                          | ファンワークス                                             | NTV               | 全41話 |
| 2月7日 - 2011年1月30日      | ハートキャッチプリキュア!                    | 東映アニメーション                                         | ABC・EXほか       | 全49話 |
| 2月12日（特別番組）         | ルパン三世 the Last Job                      | トムス・エンタテインメント                                 | NTV               | 全1話  |
| 2月28日、3月7日（特別番組） | ポケモンレンジャー 光の軌跡                  | OLM                                                        | TX                | 全2話  |
| 3月2日 - 2011年3月26日      | 爆丸 バトルブローラーズ ニューヴェストロイア | トムス・エンタテインメント、ヴィステックエンタテインメント | TX                | 全52話 |
| 3月26日 - 6月11日           | 一騎当千 XTREME XECUTOR                      | ティー・エヌ・ケー                                         | AT-X              | 全12話 |
| 3月27日（特別番組）         | 書家                                         | Production I.G                                             | ANIMAX            | 全1話  |
| 3月29日 -                   | はなかっぱ                                   | グループ・タック→XEBEC、OLM→シグナル・エムディ、OLM→OLM    | NHK教育→NHK Eテレ |        |
| 3月29日 - 2011年            | リトル・チャロ2                              | アトリエ・ビトル                                           | NHK総合、NHK教育  | 全50話 |
| 3月30日 - 2011年3月22日     | マリー&ガリーver2.0                          | 東映アニメーション                                         | NHK教育           | 全30話 |

1. 1 2  未放送2話含む
2. ↑  全12回放送

### 2010年 4月 -  6月
| 開始日 - 終了日          | 作品名                                              | 制作会社                                           | 主放送局・系列 | 話数    |
| ------------------------ | --------------------------------------------------- | -------------------------------------------------- | -------------- | ------- |
| 4月1日 - 6月24日         | おおきく振りかぶって 〜夏の大会編〜                 | A-1 Pictures                                       | TBS、MBS       | 全14話  |
| 4月1日 - 9月23日         | 会長はメイド様!                                     | J.C.STAFF                                          | TBS            | 全26話  |
| 4月1日 - 6月17日         | 真・恋姫†無双 〜乙女大乱〜                          | 動画工房                                           | AT-X           | 全12話  |
| 4月1日 - 6月17日         | B型H系                                              | ハルフィルムメーカー                               | AT-X           | 全25話  |
| 4月1日 - 9月23日         | HEROMAN                                             | ボンズ                                             | TX             | 全26話  |
| 4月2日 - 6月25日         | Angel Beats!                                        | P.A.WORKS                                          | CBC、MBS       | 全14話  |
| 4月2日 - 6月17日         | リングにかけろ1 影道編                              | 東映アニメーション                                 | ANIMAX         | 全6話   |
| 4月3日 - 2011年3月26日   | SDガンダム三国伝 Brave Battle Warriors              | サンライズ                                         | TX             | 全51話  |
| 4月3日 - 2011年4月10日   | 極上!!めちゃモテ委員長 セカンドコレクション         | 小学館ミュージック&デジタル エンタテイメント       | TX             | 全51話  |
| 4月3日 - 2011年4月2日    | ジュエルペット てぃんくる☆                          | スタジオコメット                                   | TX             | 全52話  |
| 4月3日 - 2011年3月26日   | デュエル・マスターズ クロスショック                 | 小学館ミュージック&デジタル エンタテイメント       | TX             | 全50話  |
| 4月3日 - 12月25日        | トランスフォーマー アニメイテッド                   | STUDIO 4℃、ムークDLE、アンサー・スタジオ、亜細亜堂 | TVA            | 全42話  |
| 4月3日 - 2011年3月26日   | ペンギンの問題Max                                   | 小学館ミュージック&デジタル エンタテイメント       | TX             | 全50話  |
| 4月3日 - 9月25日         | メジャー（第6期）                                   | SynergySP                                          | NHK教育        | 全25話  |
| 4月4日 - 6月25日         | 荒川アンダー ザ ブリッジ                            | シャフト                                           | TX             | 全13話  |
| 4月4日 - 2011年3月27日   | 最強武将伝 三国演義                                 | 北京輝煌動画、フューチャー・プラネット             | TX             | 全52話  |
| 4月4日 - 9月26日         | GIANT KILLING                                       | スタジオディーン                                   | BS hi、NHK-BS2 | 全26話  |
| 4月4日 - 2011年3月27日   | ひめチェン!おとぎちっくアイドル リルぷりっ（第1期） | テレコム・アニメーションフィルム                   | TX             | 全51話  |
| 4月4日 - 2011年3月27日   | メタルファイト ベイブレード 爆                      | SynergySP                                          | TX             | 全51話  |
| 4月5日 - 6月21日         | いちばんうしろの大魔王                              | アートランド                                       | AT-X           | 全12話  |
| 4月5日 - 6月21日         | kiss×sis                                            | feel.                                              | AT-X           | 全12話  |
| 4月5日 - 2012年3月26日   | しまじろうヘソカ                                    | ベネッセコーポレーション                           | TSC            | 全101話 |
| 4月5日 - 6月28日         | 閃光のナイトレイド                                  | A-1 Pictures                                       | TX             | 全13話  |
| 4月5日 - 6月21日         | 薄桜鬼                                              | スタジオディーン                                   | AT-X           | 全12話  |
| 4月5日 - 6月28日         | WORKING!!                                           | A-1 Pictures                                       | YTV            | 全13話  |
| 4月6日 - 12月28日        | うちの3姉妹 おかわりぱれたい                        | 東映アニメーション、STUDIO ANIMAL                  | TX             | 全39話  |
| 4月6日 - 9月28日         | けいおん!!                                          | 京都アニメーション                                 | TBS            | 全27話  |
| 4月6日 - 9月28日         | RAINBOW -二舎六房の七人-                            | マッドハウス                                       | NTV            | 全26話  |
| 4月10日 - 7月3日         | 迷い猫オーバーラン!                                 | AIC                                                | BS11           | 全13話  |
| 4月11日 - 9月19日        | 裏切りは僕の名前を知っている                        | J.C.STAFF                                          | 独立局         | 全24話  |
| 4月15日 - 7月1日         | さらい屋 五葉                                       | マングローブ                                       | CX             | 全12話  |
| 4月17日 - 2012年12月29日 | まじっく快斗                                        | TMS/V1Studio                                       | YTV            | 全12話  |
| 4月22日 - 7月1日         | 四畳半神話大系                                      | マッドハウス                                       | CX             | 全11話  |

1. ↑  全12回放送
2. ↑  未放送3話含む
3. ↑  未放送1話含む
4. ↑  総集編1話含む

### 2010年 7月 - 9月
| 開始日 - 終了日         | 作品名                                  | 制作会社                                     | 主放送局・系列 | 話数   |
| ----------------------- | --------------------------------------- | -------------------------------------------- | -------------- | ------ |
| 7月1日 - 12月23日       | アマガミSS                              | AIC                                          | TBS            | 全26話 |
| 7月1日 - 9月16日        | オオカミさんと七人の仲間たち            | J.C.STAFF                                    | AT-X           | 全12話 |
| 7月1日 - 9月16日        | 黒執事II                                | A-1 Pictures                                 | MBS            | 全12話 |
| 7月1日 - 12月26日       | 伝説の勇者の伝説                        | ZEXCS                                        | TX             | 全24話 |
| 7月3日 - 9月25日        | 生徒会役員共                            | GoHands                                      | 独立局         | 全13話 |
| 7月4日 - 9月26日        | セキレイ 〜Pure Engagement〜            | セブン・アークス                             | 独立局         | 全13話 |
| 7月5日 - 9月20日        | 学園黙示録 HIGHSCHOOL OF THE DEAD       | マッドハウス                                 | AT-X           | 全12話 |
| 7月5日 - 9月24日        | GO!Go!ムッシーヒーロー                  | 小学館ミュージック&デジタル エンタテイメント | TX             | 全30話 |
| 7月5日 - 9月20日        | 祝福のカンパネラ                        | AIC                                          | AT-X           | 全12話 |
| 7月5日 - 9月27日        | 世紀末オカルト学院                      | A-1 Pictures                                 | TX             | 全13話 |
| 7月5日 - 9月20日        | 殿といっしょ 1分間劇場                  | ギャザリング                                 | YTV            | 全12話 |
| 7月5日 - 12月17日       | ぬらりひょんの孫                        | スタジオディーン                             | YTV            | 全24話 |
| 7月5日 - 9月27日        | みつどもえ                              | ブリッジ                                     | AT-X           | 全14話 |
| 7月6日 - 2011年3月8日   | スティッチ! 〜ずっと最高のトモダチ〜    | シンエイ動画                                 | EX             | 全30話 |
| 7月6日 - 2011年3月8日   | デジモンクロスウォーズ                  | 東映アニメーション                           | EX             | 全30話 |
| 7月7日 - 9月22日        | ストライクウィッチーズ2                 | AICスピリッツ                                | 独立局         | 全12話 |
| 7月8日 - 12月30日       | 屍鬼                                    | 童夢                                         | CX             | 全24話 |
| 7月11日 - 9月26日       | 戦国BASARA 弐                           | Production I.G                               | MBS            | 全13話 |
| 7月13日 - 9月28日       | あそびにいくヨ!                         | AIC PLUS+                                    | AT-X           | 全12話 |
| 8月5日 - 10月7日        | モンハン日記 ぎりぎりアイルー村         | DLE                                          | TOKYO MX       | 全10話 |
| 8月13日 - 2011年3月25日 | 学校のコワイうわさ 新・花子さんがきた!! | ホーゲット                                   | Twellv         | 全33話 |
| 9月12日 - 2011年9月11日 | バトルスピリッツ ブレイヴ               | サンライズ                                   | NBN            | 全50話 |
| 9月23日 - 2012年6月14日 | ポケットモンスター ベストウイッシュ     | OLM                                          | TX             | 全84話 |

1. 1 2  未放送1話含む
2. ↑  未放送2話含む

### 2010年 10月 - 12月
| 開始日 - 終了日                | 作品名                                                      | 制作会社           | 主放送局・系列   | 話数    |
| ------------------------------ | ----------------------------------------------------------- | ------------------ | ---------------- | ------- |
| 10月1日 - 12月17日             | IRON MAN -アイアンマン-                                     | マッドハウス       | ANIMAX           | 全12話  |
| 10月1日 - 2011年4月1日         | スーパーロボット大戦OG -ジ・インスペクター-                 | 旭プロダクション   | 独立局           | 全26話  |
| 10月1日 - 12月17日             | そらのおとしものf                                           | AIC ASTA           | 独立局           | 全12話  |
| 10月1日 - 12月24日             | パンティ&ストキングwithガーターべルト                       | GAINAX             | 独立局(BS日テレ) | 全13話  |
| 10月2日 - 12月18日             | えむえむっ!                                                 | XEBEC              | AT-X             | 全12話  |
| 10月2日 - 2011年3月26日        | テガミバチ REVERSE                                          | ぴえろプラス       | TX               | 全25話  |
| 10月2日 - 2011年4月2日         | バクマン。（第1期）                                         | J.C.STAFF          | NHK教育          | 全25話  |
| 10月3日 - 12月26日             | 荒川アンダー ザ ブリッジ×ブリッジ                           | シャフト           | TX               | 全13話  |
| 10月3日 - 12月19日             | 俺の妹がこんなに可愛いわけがない                            | AIC Build          | 独立局           | 全16話  |
| 10月3日 - 12月26日             | 心霊探偵 八雲                                               | ビィートレイン     | NHK-BS2          | 全13話  |
| 10月3日 - 2011年4月3日         | STAR DRIVER 輝きのタクト                                    | ボンズ             | MBS              | 全25話  |
| 10月3日 - 12月18日             | 百花繚乱 サムライガールズ                                   | アームス           | 独立局           | 全12話  |
| 10月3日 - 12月26日             | 夢色パティシエールSP プロフェッショナル                     | スタジオ雲雀       | YTV              | 全13話  |
| 10月4日 - 12月27日             | おとめ妖怪 ざくろ                                           | J.C.STAFF          | TX               | 全13話  |
| 10月4日 - 2012年9月28日        | 食パンミミー                                                | 勝鬨スタジオ       | ABC              | 全208話 |
| 10月4日 - 12月20日             | 侵略!イカ娘                                                 | ディオメディア     | TX               | 全12話  |
| 10月4日 - 2011年3月28日        | たちゅまる劇場                                              | タツノコプロ       | YTV              | 全52話  |
| 10月4日 - 12月6日              | 薄桜鬼 碧血録                                               | スタジオディーン   | AT-X             | 全10話  |
| 10月4日 - 10月29日             | 宮西達也劇場 おまえうまそうだな                             | 亜細亜堂           | TX               | 全20話  |
| 10月4日 - 12月20日             | ヨスガノソラ                                                | feel.              | AT-X             | 全12話  |
| 10月5日 - 12月21日             | もっと To LOVEる -とらぶる-                                 | XEBEC              | 独立局           | 全12話  |
| 10月6日 - 12月22日             | 神のみぞ知るセカイ                                          | マングローブ       | TX               | 全12話  |
| 10月7日 - 12月23日             | それでも町は廻っている                                      | シャフト           | TBS              | 全12話  |
| 10月7日 - 12月23日             | 探偵オペラ ミルキィホームズ                                 | J.C.STAFF          | 独立局           | 全12話  |
| 10月7日 - 12月23日             | 咎狗の血                                                    | A-1 Pictures       | MBS              | 全12話  |
| 10月8日 - 2011年4月8日         | カルルとふしぎな塔                                          | 日本アニメーション | KIDS STATION     | 全26話  |
| 10月8日 - 2011年4月1日         | とある魔術の禁書目録II                                      | J.C.STAFF          | AT-X             | 全24話  |
| 10月8日 - 12月24日             | FORTUNE ARTERIAL 赤い約束                                   | ZEXCS、feel.       | TX               | 全12話  |
| 10月14日 - 12月30日            | 海月姫                                                      | ブレインズ・ベース | CX               | 全11話  |
| 10月23日・10月30日（特別番組） | ひだまりスケッチ×☆☆☆ 特別編                                 | シャフト           | BS-TBS           | 全2話   |
| 10月24日 - 2011年1月30日       | 一期一会〜キミノコトバ〜                                    | フォーサム         | KIDS STATION     | 全13話  |
| 11月1日 - 2011年1月14日        | リタとナントカ                                              | 日本アニメーション | NHK教育          | 全26話  |
| 11月5日 - 12月3日              | カッコカワイイ宣言!（第1期）                                | ギャザリング       | TX               | 全5話   |
| 11月9日 - 2011年7月12日        | ユメミル、アニメ onちゃん シーズン2                         | エッグ             | HTB              | 全26話  |
| 11月26日 - 2012年9月14日       | SHIN-MEN                                                    | シンエイ動画       | EX               | 全13話  |
| 12月10日 - 2011年2月25日       | 這いよる! ニャルアニ リメンバー・マイ・ラブ（クラフト先生） | DLE                | BS11             | 全12話  |
| 12月23日 - 2011年6月16日       | Starry☆Sky                                                  | スタジオディーン   | 独立局           | 全26話  |

1. ↑  未放送4話含む
2. ↑  全26回放送。
3. ↑  第2期はニコニコ動画での配信。

## 2011年（平成23年）

### 2011年 1月 - 3月
| 開始日 - 終了日        | 作品名                                                   | 制作会社                                       | 主放送局・系列    | 話数   |
| ---------------------- | -------------------------------------------------------- | ---------------------------------------------- | ----------------- | ------ |
| 1月4日 - 3月29日       | 君に届け 2ND SEASON                                      | Production I.G                                 | NTV               | 全13話 |
| 1月4日 - 3月29日       | Rio -RainbowGate!-                                       | XEBEC                                          | 独立局            | 全14話 |
| 1月6日 - 3月31日       | IS〈インフィニット・ストラトス〉                         | エイトビット                                   | TBS               | 全12話 |
| 1月6日（特別番組）     | 大人女子のアニメタイム 川面を滑る風                      | アンサー・スタジオ                             | NHK総合           | 全1話  |
| 1月6日 - 4月21日       | 魔法少女まどか☆マギカ                                    | シャフト                                       | MBS               | 全12話 |
| 1月6日 - 4月7日        | 夢喰いメリー                                             | J.C.STAFF                                      | TBS               | 全13話 |
| 1月7日 - 3月25日       | WOLVERINE -ウルヴァリン-                                 | マッドハウス                                   | ANIMAX            | 全12話 |
| 1月7日 - 7月1日        | GOSICK -ゴシック-                                        | ボンズ                                         | TX                | 全24話 |
| 1月8日 - 3月26日       | お兄ちゃんのことなんかぜんぜん好きじゃないんだからねっ!! | ZEXCS                                          | 独立局            | 全13話 |
| 1月8日 - 2012年3月31日 | カードファイト!! ヴァンガード                            | トムス・エンタテインメント、スタジオさきまくら | TVA               | 全65話 |
| 1月8日 - 4月7日        | フリージング                                             | A・C・G・T                                     | AT-X              | 全12話 |
| 1月9日 - 2012年3月25日 | べるぜバブ                                               | ぴえろプラス                                   | YTV               | 全60話 |
| 1月10日 - 4月4日       | これはゾンビですか?                                      | スタジオディーン                               | 独立局            | 全13話 |
| 1月10日 - 3月28日      | ドラゴンクライシス!                                      | スタジオディーン                               | YTV、KIDS STATION | 全12話 |
| 1月10日 - 2月28日      | みつどもえ 増量中!                                       | ブリッジ                                       | AT-X              | 全8話  |
| 1月10日 - 4月4日       | レベルE                                                  | ぴえろ、david production                       | TX                | 全13話 |
| 1月11日 - 4月5日       | DD北斗之拳                                               | 亜細亜堂                                       | KTV               | 全12話 |
| 1月13日 - 3月31日      | フラクタル                                               | A-1 Pictures                                   | CX                | 全11話 |
| 1月13日 - 3月31日      | 放浪息子                                                 | AIC Classic                                    | CX                | 全11話 |
| 1月15日 - 9月24日      | ちーすい丸（第2期）                                      | ファンワークス                                 | NTV               | 全34話 |
| 2月3日（特別番組）     | ポケットモンスター ダイヤモンド&パール 特別編            | OLM                                            | TX                | 全2話  |
| 2月6日 - 2012年1月29日 | スイートプリキュア♪                                      | 東映アニメーション                             | ABC・EXほか       | 全48話 |
| 3月2日 - 2012年1月11日 | ダンボール戦機                                           | OLM                                            | TX                | 全44話 |

1. 1 2 3  未放送1話含む

### 2011年 4月 - 6月
| 開始日 - 終了日         | 作品名                                                    | 制作会社                                                       | 主放送局・系列   | 話数    |
| ----------------------- | --------------------------------------------------------- | -------------------------------------------------------------- | ---------------- | ------- |
| 4月1日 - 6月24日        | X-MEN -エックスメン-                                      | マッドハウス                                                   | ANIMAX           | 全12話  |
| 4月2日 - 9月17日        | TIGER & BUNNY                                             | サンライズ                                                     | MBS              | 全25話  |
| 4月2日 - 2012年3月31日  | デュエル・マスターズ ビクトリー                           | 小学館ミュージック&デジタル エンタテイメント                   | TX               | 全52話  |
| 4月2日 - 6月25日        | DOG DAYS                                                  | セブン・アークス                                               | 独立局           | 全13話  |
| 4月2日 - 2012年3月31日  | とっとこハム太郎 でちゅ                                   | トムス・エンタテインメント                                     | TX               | 全52話  |
| 4月2日 - 9月24日        | 日常                                                      | 京都アニメーション                                             | 独立局           | 全26話  |
| 4月2日 - 2012年3月31日  | ペンギンの問題DX?                                         | 小学館ミュージック&デジタル エンタテイメント                   | TX               | 全52話  |
| 4月3日 - 6月19日        | 俺たちに翼はない                                          | ノーマッド                                                     | 独立局           | 全12話  |
| 4月3日 - 9月25日        | Suzy's Zoo だいすき! ウィッツィー                         | デジタル・メディア・ラボ                                       | TBS              | 全25話  |
| 4月3日 - 9月25日        | デジモンクロスウォーズ 〜悪のデスジェネラルと七つの王国〜 | 東映アニメーション                                             | EX               | 全24話  |
| 4月3日 - 6月26日        | テレビまんが 昭和物語                                     | ワオワールド                                                   | 独立局           | 全13話  |
| 4月3日 - 2014年3月30日  | トリコ                                                    | 東映アニメーション                                             | CX               | 全147話 |
| 4月3日 - 2012年1月29日  | 爆丸 バトルブローラーズ ガンダリアンインベーダーズ        | トムス・エンタテインメント、マックスパイヤーエンタテインメント | TX               | 全39話  |
| 4月3日 - 9月25日        | 花咲くいろは                                              | P.A.WORKS                                                      | YTV              | 全26話  |
| 4月3日 - 2012年4月1日   | メタルファイト ベイブレード 4D                            | SynergySP                                                      | TX               | 全52話  |
| 4月4日 - 2012年3月26日  | 銀魂'                                                     | サンライズ                                                     | TX               | 全51話  |
| 4月4日 - 6月27日        | 戦国乙女〜桃色パラドックス〜                              | トムス・エンタテインメント                                     | TX               | 全13話  |
| 4月4日 - 9月20日        | 殿といっしょ 〜眼帯の野望〜                               |                                                                | YTV              | 全12話  |
| 4月4日 - 6月27日        | ファイアボール チャーミング                               | ジーニーズアニメーションスタジオ                               | 独立局           | 全13話  |
| 4月4日 - 6月28日        | フジログ（第1期）                                         | uzupiyo guraphics                                              | 独立局           | 全13話  |
| 4月5日 - 9月27日        | 逆境無頼カイジ 破戒録篇                                   | マッドハウス                                                   | NTV              | 全26話  |
| 4月6日 - 6月22日        | 30歳の保健体育                                            | ギャザリング                                                   | 独立局           | 全12話  |
| 4月5日 - 9月13日        | STEINS;GATE                                               | WHITE FOX                                                      | 独立局           | 全24話  |
| 4月6日 - 9月28日        | はっぴーカッピ                                            | 小学館ミュージック&デジタル エンタテイメント                   | TX               | 全25話  |
| 4月6日 - 2012年3月28日  | ひめチェン!おとぎちっくアイドル リルぷりっ（第2期）       | 小学館ミュージック&デジタル エンタテイメント                   | TX               | 全51話  |
| 4月7日 - 6月23日        | Aチャンネル                                               | Studio五組                                                     | MBS              | 全12話  |
| 4月7日（特別番組）      | けんぷファー für die Liebe                                | ノーマッド                                                     | TBS              | 全1話   |
| 4月7日 - 2012年9月27日  | SKET DANCE                                                | タツノコプロ                                                   | TX               | 全77話  |
| 4月7日 - 6月23日        | Dororonえん魔くん メ〜ラめら                              | ブレインズ・ベース                                             | MBS              | 全12話  |
| 4月7日 - 2012年1月26日  | へうげもの                                                | ビィートレイン                                                 | NHK BSプレミアム | 全39話  |
| 4月7日 - 9月29日        | 47都道府犬                                                | ポリアンナグラフィックス                                       | TVA              | 全52話  |
| 4月8日 - 6月24日        | 世界一初恋                                                | スタジオディーン                                               | 独立局           | 全12話  |
| 4月8日 - 6月24日        | そふてにっ                                                | XEBEC                                                          | AT-X             | 全12話  |
| 4月8日 - 7月1日         | 変ゼミ                                                    | XEBEC                                                          | 独立局           | 全13話  |
| 4月8日 - 7月1日         | よんでますよ、アザゼルさん。                              | Production I.G                                                 | 独立局           | 全13話  |
| 4月9日 - 2012年3月31日  | ジュエルペット サンシャイン                               | スタジオコメット                                               | TX               | 全52話  |
| 4月9日 - 2012年3月31日  | プリティーリズム・オーロラドリーム                        | タツノコプロ                                                   | TX               | 全51話  |
| 4月10日 - 6月26日       | アスタロッテのおもちゃ!                                   | ディオメディア                                                 | 独立局           | 全12話  |
| 4月10日 - 6月12日       | リングにかけろ1 世界大会編                                | 東映アニメーション                                             | ANIMAX           | 全6話   |
| 4月11日 - 6月27日       | 神のみぞ知るセカイII                                      | マングローブ                                                   | TX               | 全12話  |
| 4月11日 - 6月27日       | 聖痕のクェイサーII                                        | フッズエンタテインメント                                       | 独立局           | 全12話  |
| 4月11日 - 6月27日       | 星空へ架かる橋                                            | 動画工房                                                       | 独立局           | 全12話  |
| 4月11日 - 2012年9月24日 | 遊☆戯☆王ZEXAL                                             | ぎゃろっぷ                                                     | TX               | 全73話  |
| 4月12日 - 9月23日       | ユルアニ?                                                 | 蛙男商会、DLE                                                  | NTV              | 全22話  |
| 4月14日 - 6月23日       | あの日見た花の名前を僕達はまだ知らない。                  | A-1 Pictures                                                   | CX               | 全11話  |
| 4月14日 - 6月23日       | C                                                         | タツノコプロ                                                   | CX               | 全11話  |
| 4月14日 - 6月30日       | 電波女と青春男                                            | シャフト                                                       | TBS              | 全12話  |
| 4月14日 - 6月30日       | 緋弾のアリア                                              | J.C.STAFF                                                      | TBS              | 全13話  |
| 4月14日 - 6月30日       | まりあ†ほりっく あらいぶ                                  | シャフト                                                       | AT-X             | 全12話  |
| 4月15日 - 2012年2月24日 | ソッキーズ フロンティアクエスト                           | 勝鬨スタジオ                                                   | NHK Eテレ        | 全39話  |
| 4月16日 - 7月2日        | デッドマン・ワンダーランド                                | マングローブ                                                   | 独立局           | 全12話  |
| 4月17日 - 10月2日       | 青の祓魔師                                                | A-1 Pictures                                                   | MBS              | 全25話  |
| 4月18日 - 2013年3月29日 | おはよう忍者隊ガッチャマン                                | ODDJOB                                                         | NTV              | 全478話 |
| 4月25日 - 6月17日       | もしドラ                                                  | Production I.G                                                 | NHK総合          | 全10話  |
| 5月4日 - 2012年4月11日  | イナズマイレブンGO                                        | OLM                                                            | TX               | 全47話  |
| 5月22日 -               | ごはんかいじゅうパップ                                    | DLE                                                            | 独立局           | -       |
| 6月6日 - 2014年3月28日  | かよえ!チュー学                                           | DLE                                                            | THK              | 全431話 |

1. ↑  2010年12月-2011年1月に第3･5･8･9話が先行放送
2. ↑  全26回放送

### 2011年 7月 - 9月
| 開始日 - 終了日        | 作品名                                                         | 制作会社                    | 主放送局・系列 | 話数   |
| ---------------------- | -------------------------------------------------------------- | --------------------------- | -------------- | ------ |
| 7月1日 - 9月16日       | BLADE -ブレイド-                                               | マッドハウス                | ANIMAX         | 全12話 |
| 7月1日 - 9月23日       | モンハン日記 ぎりぎりアイルー村G                               | DLE                         | KIDS STATION   | 全13話 |
| 7月1日 - 9月23日       | ロウきゅーぶ!                                                  | project No.9、Studio Blanc. | AT-X           | 全12話 |
| 7月2日 - 9月24日       | うたの☆プリンスさまっ♪ マジLOVE1000%                           | A-1 Pictures                | 独立局         | 全13話 |
| 7月2日 - 9月24日       | 神様のメモ帳                                                   | J.C.STAFF                   | AT-X           | 全12話 |
| 7月2日 - 9月17日       | セイクリッドセブン                                             | サンライズ                  | MBS            | 全12話 |
| 7月4日 - 9月19日       | 異国迷路のクロワーゼ The Animation                             | サテライト                  | AT-X           | 全13話 |
| 7月4日 - 9月19日       | 快盗天使ツインエンジェル 〜キュンキュン☆ときめきパラダイス!!〜 | J.C.STAFF                   | 独立局         | 全12話 |
| 7月4日 - 9月26日       | 夏目友人帳 参                                                  | ブレインズ・ベース          | TX             | 全13話 |
| 7月4日 - 12月25日      | ぬらりひょんの孫 〜千年魔京〜                                  | スタジオディーン            | YTV            | 全24話 |
| 7月4日 - 9月19日       | ゆるゆり                                                       | 動画工房                    | TX             | 全12話 |
| 7月5日 - 9月27日       | 神様ドォルズ                                                   | ブレインズ・ベース          | TX、AT-X       | 全13話 |
| 7月5日 - 9月27日       | 森田さんは無口。                                               | セブン                      | 独立局         | 全13話 |
| 7月6日 - 9月21日       | にゃんぱいあ The Animation                                     | GONZO                       | KIDS STATION   | 全12話 |
| 7月7日 - 12月22日      | アイドルマスター                                               | A-1 Pictures                | TBS            | 全26話 |
| 7月7日 - 9月15日       | うさぎドロップ                                                 | Production I.G              | CX             | 全11話 |
| 7月7日 - 9月15日       | NO.6                                                           | ボンズ                      | CX             | 全11話 |
| 7月7日 - 9月29日       | バカとテストと召喚獣にっ!                                      | SILVER LINK.                | TX             | 全13話 |
| 7月7日 - 9月29日       | BLOOD-C                                                        | Production I.G              | MBS            | 全12話 |
| 7月7日 - 9月29日       | まよチキ!                                                      | feel.                       | TBS            | 全13話 |
| 7月7日 - 12月22日      | 輪るピングドラム                                               | ブレインズ・ベース          | MBS            | 全24話 |
| 7月8日 - 9月23日       | いつか天魔の黒ウサギ                                           | ZEXCS                       | 独立局         | 全12話 |
| 7月9日 - 9月24日       | R-15                                                           | AIC                         | 独立局         | 全12話 |
| 7月9日 - 9月24日       | 猫神やおよろず                                                 | AIC PLUS+                   | AT-X           | 全12話 |
| 7月10日 - 9月25日      | 魔乳秘剣帖                                                     | フッズエンタテインメント    | 独立局         | 全12話 |
| 7月15日 - 9月30日      | ダンタリアンの書架                                             | GAINAX                      | TX             | 全14話 |
| 9月18日 - 2012年9月2日 | バトルスピリッツ 覇王                                          | サンライズ                  | NBN            | 全50話 |
| 9月26日 - 12月26日     | 侵略!?イカ娘                                                   | ディオメディア              | TX             | 全12話 |

### 2011年 10月 - 12月
| 開始日 - 終了日               | 作品名                                                | 制作会社                         | 主放送局・系列 | 話数    |
| ----------------------------- | ----------------------------------------------------- | -------------------------------- | -------------- | ------- |
| 10月1日 - 12月24日            | 境界線上のホライゾン                                  | サンライズ                       | MBS            | 全13話  |
| 10月1日 - 12月17日            | C3 -シーキューブ-                                     | SILVER LINK.                     | AT-X、独立局   | 全12話  |
| 10月1日 - 2012年3月24日       | バクマン。（第2期）                                   | J.C.STAFF                        | NHK Eテレ      | 全25話  |
| 10月1日 - 12月24日            | Fate/Zero（第1期）                                    | ufotable                         | 独立局         | 全13話  |
| 10月1日 - 12月24日            | WORKING'!!                                            | A-1 Pictures                     | YTV            | 全13話  |
| 10月2日 - 2012年9月30日       | クロスファイト ビーダマン                             | SynergySP                        | TX             | 全52話  |
| 10月2日 - 2012年3月25日       | デジモンクロスウォーズ 〜時を駆ける少年ハンターたち〜 | 東映アニメーション               | EX             | 全25話  |
| 10月2日 - 2014年9月23日       | HUNTER×HUNTER（第2作）                                | マッドハウス                     | NTV            | 全148話 |
| 10月2日 - 2012年4月1日        | ファイ・ブレイン 神のパズル（第1期）                  | サンライズ                       | NHK Eテレ      | 全25話  |
| 10月2日 - 12月25日            | フジログ（第2期）                                     | uzupiyo guraphics                | 独立局         | 全13話  |
| 10月3日 - 12月26日            | 君と僕。                                              | J.C.STAFF                        | TX             | 全13話  |
| 10月3日 - 12月19日            | 真剣で私に恋しなさい!!                                | Lerche                           | AT-X           | 全12話  |
| 10月3日 - 2012年3月26日       | 戦国☆パラダイス -極-                                  | ミルキーカートゥーン LMD         | TX             | 全26話  |
| 10月3日 - 12月19日            | たまゆら 〜hitotose〜                                 | TYOアニメーションズ              | AT-X           | 全12話  |
| 10月4日 - 2012年3月27日       | ちはやふる                                            | マッドハウス                     | NTV            | 全25話  |
| 10月4日 - 12月20日            | マケン姫っ!                                           | AICスピリッツ                    | 独立局         | 全12話  |
| 10月4日 - 12月20日            | ましろ色シンフォニー -The color of lovers-            | マングローブ                     | 独立局         | 全12話  |
| 10月4日 - 12月27日            | 森田さんは無口。2                                     | セブン                           | 独立局         | 全13話  |
| 10月6日 - 2012年3月29日       | Persona4 the ANIMATION                                | AIC ASTA                         | MBS            | 全25話  |
| 10月6日 - 12月22日            | 僕は友達が少ない                                      | AIC Build                        | TBS            | 全12話  |
| 10月7日 - 2012年3月31日       | おしらせ忍者隊ガッチャマン                            | ODDJOB                           | NTV            | 全26話  |
| 10月7日 - 2012年3月23日       | 灼眼のシャナIII -Final-                               | J.C.STAFF                        | 独立局         | 全24話  |
| 10月7日 - 12月23日            | 世界一初恋2                                           | スタジオディーン                 | 独立局         | 全12話  |
| 10月7日 - 2012年3月23日       | LAST EXILE -銀翼のファム-                             | GONZO                            | CBC            | 全24話  |
| 10月8日 - 12月24日            | ベン・トー                                            | david production                 | 独立局         | 全12話  |
| 10月9日 - 2012年9月23日       | 機動戦士ガンダムAGE                                   | サンライズ                       | MBS            | 全49話  |
| 10月9日 - 2012年4月15日       | 未来日記                                              | アスリード                       | 独立局         | 全26話  |
| 10月10日 - 2014年2月17日      | ちび☆デビ!                                            | SynergySP                        | NHK Eテレ      | 全75話  |
| 10月12日 - 12月28日           | gdgd妖精s                                             | 2代目gdgd妖精s                   | TOKYO MX       | 全12話  |
| 10月13日 - 12月22日           | UN-GO                                                 | ボンズ                           | CX             | 全11話  |
| 10月13日 - 2012年3月22日      | ギルティクラウン                                      | Production I.G                   | CX             | 全22話  |
| 10月26日 - 2012年3月14日      | とびだせ!土管くん                                     | 蛙男商会                         | NHK Eテレ      | 全15話  |
| 10月29日・11月5日（特別番組） | ひだまりスケッチ×SP                                   | シャフト                         | BS-TBS         | 全2話   |
| 11月28日 - 2012年1月30日      | HIGH SCORE                                            | DLE                              | KIDS STATION   | 全8話   |
| 12月2日（特別番組）           | ルパン三世 血の刻印 〜永遠のMermaid〜                 | テレコム・アニメーションフィルム | NTV            | 全1話   |

## 2012年（平成24年）

### 2012年 1月 - 3月
| 開始日 - 終了日         | 作品名                              | 制作会社                                                   | 主放送局・系列 | 話数   |
| ----------------------- | ----------------------------------- | ---------------------------------------------------------- | -------------- | ------ |
| 1月1日 - 11月25日       | 機動戦士ガンダムSEED HDリマスター   | サンライズ                                                 | BS11           | 全48話 |
| 1月2日 - 3月26日        | 夏目友人帳 肆                       | ブレインズ・ベース                                         | TX             | 全13話 |
| 1月4日 - 3月28日        | 新テニスの王子様                    | Production I.G、M.S.C                                      | TX             | 全13話 |
| 1月5日 - 3月29日        | アマガミSS+ plus                    | AIC                                                        | TBS            | 全13話 |
| 1月5日 - 3月29日        | キルミーベイベー                    | J.C.STAFF                                                  | TBS            | 全13話 |
| 1月5日 - 3月22日        | 探偵オペラ ミルキィホームズ 第2幕   | J.C.STAFF、アニメーションスタジオ・アートランド            | 独立局         | 全12話 |
| 1月5日 - 3月29日        | リコーダーとランドセル ド♪          | セブン                                                     | 独立局         | 全13話 |
| 1月6日 - 3月30日        | 戦姫絶唱シンフォギア                | サテライト                                                 | 独立局         | 全13話 |
| 1月6日 - 3月23日        | ハイスクールD×D                     | ティー・エヌ・ケー                                         | AT-X           | 全12話 |
| 1月7日 - 9月29日        | エリアの騎士                        | シンエイ動画                                               | EX             | 全37話 |
| 1月7日 - 3月24日        | ゼロの使い魔F                       | J.C.STAFF                                                  | AT-X           | 全12話 |
| 1月7日 - 3月17日        | 偽物語                              | シャフト                                                   | 独立局         | 全11話 |
| 1月7日 - 3月24日        | BRAVE10                             | スタジオさきまくら                                         | 独立局         | 全12話 |
| 1月7日 - 6月30日        | モーレツ宇宙海賊                    | サテライト                                                 | 独立局         | 全26話 |
| 1月8日 - 6月24日        | アクエリオンEVOL                    | サテライト、エイトビット                                   | TX             | 全26話 |
| 1月8日 - 12月30日       | ポヨポヨ観察日記                    | ダックスプロダクション、スタジオディーン、メビウス・トーン | TX             | 全52話 |
| 1月8日 - 3月25日        | 輪廻のラグランジェ                  | XEBEC                                                      | YTV            | 全12話 |
| 1月9日 - 3月26日        | Another                             | P.A.WORKS                                                  | 独立局         | 全12話 |
| 1月9日 - 3月26日        | あの夏で待ってる                    | J.C.STAFF                                                  | AT-X           | 全12話 |
| 1月9日 - 3月26日        | 男子高校生の日常                    | サンライズ                                                 | TX             | 全12話 |
| 1月10日 - 3月27日       | パパのいうことを聞きなさい!         | feel.                                                      | 独立局         | 全12話 |
| 1月12日 - 1月26日       | テルマエ・ロマエ                    | DLE                                                        | CX             | 全5話  |
| 1月12日 - 3月29日       | 妖狐×僕SS                           | david production                                           | MBS            | 全13話 |
| 1月16日 - 3月26日       | ゴクジョッ。〜極楽院女子高寮物語〜  | LMD                                                        | CTV            | 全12話 |
| 1月18日 - 2013年3月20日 | ダンボール戦機W                     | OLM                                                        | TX             | 全58話 |
| 1月21日 - 3月17日       | 秘密結社鷹の爪外伝 むかしの吉田くん | 蛙男商会                                                   | MBS            | 全9話  |
| 2月2日 - 3月22日        | ブラック★ロックシューター           | Ordet、サンジゲン                                          | CX             | 全8話  |
| 2月5日 - 2013年1月27日  | スマイルプリキュア!                 | 東映アニメーション                                         | ABC・EXほか    | 全48話 |
| 2月5日 - 9月27日        | ズーブルズ!                         | 同友アニメーション                                         | TX             | 全34話 |
| 3月16日 - 4月20日       | オズマ                              | ランドック・スタジオ、GONZO                                | WOWOW          | 全6話  |

1. ↑  未放送1話含む
2. ↑  本放送26話 + 再放送8話

### 2012年 4月 - 6月
| 開始日 - 終了日         | 作品名                                              | 制作会社                                     | 主放送局・系列   | 話数    |
| ----------------------- | --------------------------------------------------- | -------------------------------------------- | ---------------- | ------- |
| 4月1日 - 2014年3月22日  | 宇宙兄弟                                            | A-1 Pictures                                 | YTV、NTV         | 全99話  |
| 4月1日 - 9月23日        | しばいぬ子さん                                      | ダックスプロダクション、HOTLINE              | TOKYO MX         | 全26話  |
| 4月1日 - 2014年3月30日  | 聖闘士星矢Ω                                         | 東映アニメーション                           | EX               | 全97話  |
| 4月1日 - 6月24日        | 緋色の欠片                                          | スタジオディーン                             | YTV              | 全13話  |
| 4月1日 - 2017年3月26日  | ふるさと再生 日本の昔ばなし                         | トマソン                                     | TX               | 全258話 |
| 4月2日 - 6月25日        | 君と僕。2                                           | J.C.STAFF                                    | TX               | 全13話  |
| 4月2日 - 2013年3月25日  | GON -ゴン-（第1期）                                 | 大元メディア、講談社                         | TX               | 全50話  |
| 4月2日 -                | しまじろうのわお!                                   | ベネッセコーポレーション                     | TSC              |         |
| 4月2日 - 6月25日        | ZETMAN                                              | トムス・エンタテインメント                   | YTV              | 全13話  |
| 4月2日 - 9月10日        | ぬっこ。NUKKO                                       | 勝鬨スタジオ                                 | CTV              | 全24話  |
| 4月2日 - 2013年3月      | パンダのたぷたぷ                                    | 勝鬨スタジオ                                 | 独立局           | 全10話  |
| 4月2日 - 2013年3月30日  | パブー&モジーズ                                     | ウィーヴ、DONGWOO ANIMATION                  | BSフジ           | 全52話  |
| 4月2日 - 6月25日        | ゆるめいつ 3でぃ                                    | C2C                                          | 独立局           | 全13話  |
| 4月3日 - 9月18日        | ガッ活!（第1期）                                    | ファンワークス                               | NHK ワンセグ2    | 全25話  |
| 4月3日 - 2013年2月26日  | 銀河へキックオフ!!                                  | TYOアニメーションズ                          | NHK BSプレミアム | 全39話  |
| 4月3日 - 6月19日        | クイーンズブレイド リベリオン                       | アームス                                     | AT-X             | 全12話  |
| 4月3日 - 2013年2月26日  | ズモモとヌペペ                                      | エッグ                                       | NHK Eテレ        | 全32話  |
| 4月3日 - 2013年3月26日  | NARUTO -ナルト- SD ロック・リーの青春フルパワー忍伝 | ぴえろ                                       | TX               | 全51話  |
| 4月4日 - 9月26日        | あらしのよるに 〜ひみつのともだち〜                 | Sparky Animation、獏エンタープライズ         | TX               | 全26話  |
| 4月4日 - 2014年2月19日  | 黒魔女さんが通る!!                                  | シンエイ動画                                 | NHK Eテレ        | 全60話  |
| 4月4日 - 6月6日         | これはゾンビですか? オブ・ザ・デッド                | スタジオディーン                             | 独立局           | 全12話  |
| 4月4日 - 6月20日        | めだかボックス                                      | GAINAX                                       | TX               | 全12話  |
| 4月4日 - 2013年3月27日  | リボンちゃん（第1期）                               | 小学館ミュージック&デジタル エンタテイメント | TX               | 全24話  |
| 4月4日 - 6月27日        | LUPIN the Third -峰不二子という女-                  | TMS/Po10tial                                 | NTV              | 全13話  |
| 4月5日 - 6月28日        | あっちこっち                                        | AIC                                          | TBS              | 全12話  |
| 4月5日 - 9月27日        | 戦国コレクション                                    | ブレインズ・ベース                           | TX               | 全26話  |
| 4月5日 - 6月28日        | さんかれあ                                          | スタジオディーン                             | TBS              | 全12話  |
| 4月5日 - 2013年3月28日  | しろくまカフェ                                      | ぴえろ                                       | TX               | 全50話  |
| 4月5日 - 6月28日        | 夏色キセキ                                          | サンライズ                                   | MBS              | 全12話  |
| 4月5日 - 6月26日        | リコーダーとランドセル レ♪                          | セブン                                       | 独立局           | 全13話  |
| 4月6日 - 9月21日        | アクセル・ワールド                                  | サンライズ                                   | 独立局           | 全24話  |
| 4月6日 - 2013年2月15日  | 秘密結社鷹の爪NEO                                   | 蛙男商会                                     | NHK Eテレ        | 全38話  |
| 4月7日 - 2013年3月30日  | ジュエルペット きら☆デコッ!                         | スタジオコメット                             | TX               | 全52話  |
| 4月7日 - 9月22日        | 黒子のバスケ（第1期）                               | Production I.G                               | BS11、MBS        | 全25話  |
| 4月7日 - 2013年3月30日  | 超ロボット生命体 トランスフォーマー プライム        | ポリゴン・ピクチュアズ                       | TVA              | 全52話  |
| 4月7日 - 2013年3月30日  | デュエル・マスターズ ビクトリーV                    | 小学館ミュージック&デジタル エンタテイメント | TX               | 全51話  |
| 4月7日 - 2013年3月30日  | とっとこハム太郎（第5期）                           | トムス・エンタテインメント                   | TX               | 全51話  |
| 4月7日 - 6月30日        | 謎の彼女X                                           | フッズエンタテインメント                     | 独立局           | 全13話  |
| 4月7日 - 2013年3月30日  | 爆TECH!爆丸                                         | 小学館ミュージック&デジタル エンタテイメント | TX               | 全51話  |
| 4月7日 - 6月23日        | Fate/Zero（第2期）                                  | ufotable                                     | 独立局           | 全12話  |
| 4月7日 - 2013年3月30日  | プリティーリズム・ディアマイフューチャー            | タツノコプロ、DONGWOO ANIMATION              | TX               | 全51話  |
| 4月7日 - 2013年3月30日  | ペンギンの問題POW                                   | 小学館ミュージック&デジタル エンタテイメント | TX               | 全51話  |
| 4月7日 - 6月30日        | リトル・チャロ〜東北編〜                            | Spooky graphic                               | NHK Eテレ        | 全12話  |
| 4月8日 - 2013年1月2日   | カードファイト!! ヴァンガード アジアサーキット編    | トムス・エンタテインメント                   | TX               | 全39話  |
| 4月8日 - 7月1日         | 咲-Saki- 阿知賀編 episode of side-A                 | Studio五組                                   | TX               | 全12話  |
| 4月8日 - 9月23日        | ファイ・ブレイン 神のパズル（第2期）                | サンライズ                                   | NHK Eテレ        | 全25話  |
| 4月8日 - 12月23日       | メタルファイト ベイブレード ZEROG                   | SynergySP                                    | TX               | 全38話  |
| 4月8日 - 6月24日        | 黄昏乙女×アムネジア                                 | SILVER LINK.                                 | 独立局           | 全13話  |
| 4月9日 - 6月25日        | 這いよれ! ニャル子さん                              | XEBEC                                        | TX               | 全12話  |
| 4月10日 - 6月26日       | ヨルムンガンド                                      | WHITE FOX                                    | 独立局           | 全12話  |
| 4月12日 - 6月28日       | 坂道のアポロン                                      | MAPPA、手塚プロダクション                    | CX               | 全12話  |
| 4月12日 - 6月28日       | つり球                                              | A-1 Pictures                                 | CX               | 全12話  |
| 4月12日 - 11月19日      | エウレカセブンAO                                    | ボンズ                                       | MBS              | 全24話  |
| 4月12日 - 7月5日        | シャイニング・ハーツ 〜幸せのパン〜                 | Production I.G                               | 独立局           | 全12話  |
| 4月18日 - 2013年5月1日  | イナズマイレブンGO クロノ・ストーン                 | OLM                                          | TX               | 全51話  |
| 4月22日 - 9月16日       | 氷菓                                                | 京都アニメーション                           | 独立局           | 全22話  |
| 4月29日 - 7月22日       | AKB0048                                             | サテライト                                   | 独立局           | 全13話  |
| 6月4日 - 2013年2月25日  | キングダム（第1期）                                 | ぴえろ                                       | NHK BSプレミアム | 全38話  |
| 6月21日 - 2013年9月26日 | ポケットモンスター ベストウイッシュ シーズン2       | OLM                                          | TX               | 全58話  |

1. ↑  2012年3月にEテレとNHK総合で第1話から第5話までを先行放送
2. ↑  未放送2話含む
3. ↑  未放送1話含む
4. ↑  22話で一旦終了し、11月に完結編として23、24話を放送。
5. ↑  第25話よりタイトルにエピソードN、第39話よりデコロラアドベンチャーがそれぞれ追加

### 2012年 7月 - 9月
| 開始日 - 終了日         | 作品名                                                                | 制作会社                                        | 主放送局・系列 | 話数   |
| ----------------------- | --------------------------------------------------------------------- | ----------------------------------------------- | -------------- | ------ |
| 7月1日 - 9月16日        | アルカナ・ファミリア -La storia della Arcana Famiglia-                | J.C.STAFF                                       | 独立局         | 全12話 |
| 7月1日 - 9月16日        | 人類は衰退しました                                                    | AIC ASTA                                        | 独立局         | 全12話 |
| 7月1日 - 9月23日        | TARI TARI                                                             | P.A.WORKS                                       | 独立局         | 全13話 |
| 7月1日 - 12月23日       | ちとせげっちゅ!!                                                      | SILVER LINK.                                    | AT-X           | 全26話 |
| 7月1日 - 12月23日       | トータル・イクリプス                                                  | ixtl、サテライト                                | TX             | 全24話 |
| 7月1日 - 9月23日        | 輪廻のラグランジェ season2                                            | XEBEC                                           | YTV            | 全12話 |
| 7月2日 - 9月24日        | 超訳百人一首 うた恋い。                                               | TYOアニメーションズ                             | TX             | 全13話 |
| 7月2日 - 9月17日        | ゆるゆり♪♪                                                            | 動画工房                                        | TX             | 全12話 |
| 7月2日 - 9月24日        | ゆるめいつ 3でぃ PLUS                                                 | C2C                                             | 独立局         | 全13話 |
| 7月4日 - 9月5日         | うぽって!!                                                            | XEBEC                                           | 独立局         | 全10話 |
| 7月4日 - 9月26日        | 貧乏神が!                                                             | サンライズ                                      | TX             | 全13話 |
| 7月5日 - 9月27日        | 恋と選挙とチョコレート                                                | AIC Build                                       | TBS            | 全12話 |
| 7月5日 - 9月27日        | この中に1人、妹がいる!                                                | Studio五組                                      | TBS            | 全12話 |
| 7月5日 - 9月27日        | じょしらく                                                            | J.C.STAFF                                       | MBS            | 全13話 |
| 7月5日 - 9月13日        | 夏雪ランデブー                                                        | 動画工房                                        | CX             | 全11話 |
| 7月5日 - 9月13日        | もやしもん リターンズ                                                 | 白組、テレコム・アニメーションフィルム          | CX             | 全11話 |
| 7月6日 - 9月26日        | カンピオーネ! 〜まつろわぬ神々と神殺しの魔王〜                        | ディオメディア                                  | AT-X           | 全13話 |
| 7月6日 - 9月25日        | だから僕は、Hができない。                                             | feel.                                           | AT-X           | 全12話 |
| 7月6日 - 9月21日        | はぐれ勇者の鬼畜美学                                                  | アームス                                        | AT-X           | 全12話 |
| 7月7日 - 9月29日        | 境界線上のホライゾンII                                                | サンライズ                                      | MBS            | 全13話 |
| 7月7日 - 9月29日        | ココロコネクト                                                        | SILVER LINK.                                    | 独立局         | 全13話 |
| 7月7日 - 12月22日       | ソードアート・オンライン                                              | A-1 Pictures                                    | 独立局         | 全25話 |
| 7月7日 - 2013年3月30日  | 探検ドリランド                                                        | 東映アニメーション                              | TX             | 全37話 |
| 7月7日 - 9月29日        | DOG DAYS'                                                             | セブン・アークス                                | 独立局         | 全13話 |
| 7月8日 - 9月23日        | 織田信奈の野望                                                        | Studio五組、マッドハウス                        | TX             | 全12話 |
| 7月9日 - 9月24日        | 薄桜鬼 黎明録                                                         | スタジオディーン                                | AT-X           | 全12話 |
| 7月31日 - 11月16日      | マジでオタクなイングリッシュ! りぼんちゃん〜英語で戦う魔法少女〜      | AICフロンティア                                 | AT-X           | 全12話 |
| 8月25日（特別番組）     | 探偵オペラ ミルキィホームズ Alternative ONE 〜小林オペラと5枚の絵画〜 | J.C.STAFF、アニメーションスタジオ・アートランド | 独立局         | 全1話  |
| 9月9日 - 2013年9月8日   | バトルスピリッツ ソードアイズ                                         | サンライズ                                      | NBN            | 全50話 |
| 9月10日 - 2013年8月29日 | たまごっち! ゆめキラドリーム                                          | OLM                                             | TX             | 全49話 |
| 9月28日 - 2013年3月22日 | 新世界より                                                            | A-1 Pictures                                    | EX             | 全25話 |
| 9月30日 - 12月23日      | 緋色の欠片 第二章                                                     | スタジオディーン                                | YTV            | 全13話 |

1. ↑  第30話よりタイトルに激闘伝が追加

### 2012年10月 - 12月
| 開始日 - 終了日          | 作品名                                                                 | 制作会社                                        | 主放送局・系列     | 話数    |
| ------------------------ | ---------------------------------------------------------------------- | ----------------------------------------------- | ------------------ | ------- |
| 10月1日 - 12月24日       | 神様はじめました                                                       | トムス・エンタテインメント                      | TX                 | 全13話  |
| 10月1日 - 2014年         | ちいさなおじさん                                                       | 勝鬨スタジオ                                    | CTV                | 全30話  |
| 10月1日 - 12月24日       | となりの怪物くん                                                       | ブレインズ・ベース                              | TX                 | 全13話  |
| 10月1日 - 11月19日       | ライチ DE 光クラブ                                                     | 勝鬨スタジオ                                    | TOKYO MX           | 全8話   |
| 10月2日 - 12月18日       | うーさーのその日暮らし                                                 | サンジゲン                                      | TX                 | 全12話  |
| 10月2日 - 2013年9月24日  | 超速変形ジャイロゼッター                                               | A-1 Pictures                                    | TX                 | 全51話  |
| 10月3日 - 12月5日        | えびてん 公立海老栖川高校天悶部                                        | AIC Classic                                     | 独立局             | 全10話  |
| 10月3日 - 2013年9月25日  | 獣旋バトル モンスーノ                                                  | ラークスエンタテインメント                      | TX                 | 全52話  |
| 10月3日 - 12月19日       | 中二病でも恋がしたい！                                                 | 京都アニメーション                              | 独立局（TBS製作）  | 全12話  |
| 10月3日 - 12月19日       | ハヤテのごとく! CAN'T TAKE MY EYES OFF YOU                             | マングローブ                                    | TX                 | 全12話  |
| 10月4日 - 2013年3月28日  | 銀魂' 延長戦                                                           | サンライズ                                      | TX                 | 全13話  |
| 10月4日 - 12月27日       | K                                                                      | GoHands                                         | MBS                | 全13話  |
| 10月4日 - 2013年3月28日  | 絶園のテンペスト                                                       | ボンズ                                          | MBS                | 全24話  |
| 10月4日 - 12月20日       | ひだまりスケッチ×ハニカム                                              | シャフト                                        | TBS                | 全12話  |
| 10月4日 - 12月20日       | 武装神姫                                                               | エイトビット                                    | TBS                | 全12話  |
| 10月4日 - 12月20日       | BTOOOM!                                                                | マッドハウス                                    | 独立局             | 全12話  |
| 10月5日 - 12月21日       | お兄ちゃんだけど愛さえあれば関係ないよねっ                             | SILVER LINK.                                    | AT-X               | 全12話  |
| 10月5日 - 2013年4月5日   | ジョジョの奇妙な冒険                                                   | david production                                | 独立局             | 全26話  |
| 10月5日 - 12月28日       | To LOVEる -とらぶる- ダークネス                                        | XEBEC                                           | 独立局（TBS製作）  | 全12話  |
| 10月5日 - 2013年9月28日  | ぴっちぴち♪しずくちゃん                                                | 旭プロダクション、Yoonif E&C                    | 独立局             | 全52話  |
| 10月6日 - 12月22日       | CØDE:BREAKER                                                           | キネマシトラス                                  | MBS                | 全13話  |
| 10月6日 - 12月29日       | 好きっていいなよ。                                                     | ZEXCS                                           | 独立局             | 全13話  |
| 10月6日 - 12月29日       | はいたい七葉（第1期）                                                  | パッショーネ                                    | QAB                | 全13話  |
| 10月6日 - 2013年3月30日  | バクマン。（第3期）                                                    | J.C.STAFF                                       | Eテレ              | 全25話  |
| 10月6日 - 2013年4月6日   | リトルバスターズ!                                                      | J.C.STAFF                                       | 独立局             | 全26話  |
| 10月7日 - 2013年3月31日  | イクシオン サーガ DT                                                   | ブレインズ・ベース                              | TX                 | 全25話  |
| 10月7日 - 2013年2月24日  | おしりかじり虫（第1期）                                                | キネマシトラス                                  | NHK BSプレミアム   | 全20話  |
| 10月7日 - 2013年9月29日  | クロスファイト ビーダマンeS                                            | SynergySP                                       | TX                 | 全52話  |
| 10月7日 - 12月23日       | てーきゅう（第1期）                                                    | MAPPA                                           | TOKYO MX、AT-X     | 全12話  |
| 10月7日 - 2013年3月31日  | マギ The labyrinth of magic                                            | A-1 Pictures                                    | MBS                | 全25話  |
| 10月7日 - 2014年3月23日  | 遊☆戯☆王ZEXAL II                                                       | ぎゃろっぷ                                      | TX                 | 全73話  |
| 10月8日 - 2016年3月31日  | アイカツ!                                                              | サンライズ、BN Pictures                         | TX                 | 全178話 |
| 10月8日 - 2013年3月25日  | ガールズ&パンツァー                                                    | アクタス                                        | 独立局             | 全14話  |
| 10月8日 - 2013年3月25日  | さくら荘のペットな彼女                                                 | J.C.STAFF                                       | MBS・ANIMAX        | 全24話  |
| 10月9日 - 12月25日       | ヨルムンガンド PERFECT ORDER                                           | WHITE FOX                                       | 独立局             | 全12話  |
| 10月10日 - 11月28日      | バックステージ・アイドル・ストーリー                                   | 吉祥寺トロン                                    | スペースシャワーTV | 全8話   |
| 10月10日 - 12月26日      | めだかボックス アブノーマル                                            | GAINAX                                          | TX                 | 全12話  |
| 10月11日 - 2013年3月21日 | PSYCHO-PASS サイコパス                                                 | Production I.G                                  | CX                 | 全22話  |
| 10月11日 - 2013年3月21日 | ROBOTICS;NOTES                                                         | Production I.G                                  | CX                 | 全22話  |
| 10月15日 - 11月2日       | ロンゴマックス                                                         | フジテレビKIDS                                  | BS フジ            | 全13話  |
| 10月20日 - 2013年4月4日  | 蒼い世界の中心で                                                       | フィフスアベニュー                              | TOKYO MX           | 全3話   |
| 11月2日（特別番組）      | ルパン三世 東方見聞録 〜アナザーページ〜                               | トムス・エンタテインメント                      | NTV                | 全1話   |
| 11月9日 - 2013年5月10日  | 頭文字D Fifth Stage                                                    | SynergySP                                       | CS                 | 全14話  |
| 11月16日 -               | 紙兎ロペ 〜笑う朝には福来たるってマジっすか!?〜                        | ROBOT                                           | CX                 |         |
| 12月21日 - 2013年3月15日 | 僕の妹は「大阪おかん」                                                 | キャラクション                                  | BS朝日             | 全12話  |
| 12月31日（特別番組）     | 探偵オペラ ミルキィホームズ Alternative TWO 〜小林オペラと虚空の大鴉〜 | J.C.STAFF、アニメーションスタジオ・アートランド | 独立局             | 全1話   |
| 12月31日（特別番組）     | 猫物語（黒）                                                           | シャフト                                        | 独立局             | 全4話   |

1. ↑  本編12話 + 総集編2話
2. ↑  番外編1話含む
3. ↑  同年11月4日にANIMAXで第1話のみ先行放送

## 2013年（平成25年）

### 2013年 1月 - 3月
| 開始日 - 終了日          | 作品名                                           | 制作会社                                     | 主放送局・系列    | 話数    |
| ------------------------ | ------------------------------------------------ | -------------------------------------------- | ----------------- | ------- |
| 1月1日 - 3月29日         | ぷちます!-プチ・アイドルマスター-                | ギャザリング                                 | NOTTV             | 全64話  |
| 1月2日 - 3月27日         | まんがーる!                                      | 動画工房                                     | 独立局            | 全13話  |
| 1月2日 - 3月20日         | ヤマノススメ                                     | エイトビット                                 | 独立局            | 全12話  |
| 1月3日 - 3月28日         | あいまいみー                                     | セブン                                       | AT-X              | 全13話  |
| 1月4日 - 3月22日         | キューティクル探偵因幡                           | ZEXCS                                        | 独立局            | 全12話  |
| 1月4日 - 3月29日         | まおゆう魔王勇者                                 | アームス                                     | 独立局、ANIMAX    | 全13話  |
| 1月5日 - 3月30日         | AKB0048 next stage                               | サテライト                                   | 独立局            | 全13話  |
| 1月5日 - 3月30日         | 俺の彼女と幼なじみが修羅場すぎる                 | A-1 Pictures                                 | 独立局            | 全13話  |
| 1月5日 - 3月30日         | D.C.III 〜ダ・カーポIII〜                        | アクタス                                     | 独立局            | 全13話  |
| 1月5日 - 3月30日         | 八犬伝 -東方八犬異聞-（第1期）                   | スタジオディーン                             | MBS               | 全13話  |
| 1月5日 - 3月30日         | みなみけ ただいま                                | feel.                                        | 独立局            | 全13話  |
| 1月6日 - 3月31日         | 石田とあさくら                                   | ダックスプロダクション                       | TOKYO MX          | 全12話  |
| 1月6日 - 3月24日         | 閃乱カグラ                                       | アニメーションスタジオ・アートランド         | 独立局            | 全12話  |
| 1月6日 - 3月31日         | ラブライブ!（第1期）                             | サンライズ                                   | YTV               | 全13話  |
| 1月7日 - 3月25日         | AMNESIA                                          | ブレインズ・ベース                           | 独立局            | 全12話  |
| 1月7日 - 3月25日         | THE UNLIMITED 兵部京介                           | マングローブ                                 | TX                | 全12話  |
| 1月7日 - 3月25日         | 幕末義人伝 浪漫                                  | トムス・エンタテインメント                   | TX                | 全12話  |
| 1月7日 - 9月30日         | LINE OFFLINE サラリーマン                        | 小学館ミュージック&デジタル エンタテイメント | TX                | 全114話 |
| 1月8日 - 4月2日          | 戦勇。（第1期）                                  | Ordet、ライデンフィルム                      | TX                | 全13話  |
| 1月9日 - 3月27日         | gdgd妖精s（ぐだぐだフェアリーーズ）              | gdgd妖精s                                    | TOKYO MX          | 全12話  |
| 1月9日 - 3月27日         | GJ部                                             | 動画工房                                     | NTV               | 全12話  |
| 1月9日 - 3月13日         | 生徒会の一存 Lv.2                                | AIC                                          | 独立局            | 全10話  |
| 1月9日 - 3月27日         | たまこまーけっと                                 | 京都アニメーション                           | 独立局（TBS製作） | 全12話  |
| 1月10日 - 3月28日        | 琴浦さん                                         | AIC Classic                                  | CBC               | 全12話  |
| 1月10日 - 3月28日        | ささみさん@がんばらない                          | シャフト                                     | TBS               | 全12話  |
| 1月10日 - 3月28日        | ビビッドレッド・オペレーション                   | A-1 Pictures                                 | MBS               | 全12話  |
| 1月10日 - 3月28日        | 僕は友達が少ないNEXT                             | AIC Build                                    | TBS               | 全12話  |
| 1月11日 - 6月28日        | ちはやふる2                                      | マッドハウス                                 | NTV               | 全25話  |
| 1月11日 - 3月15日        | 問題児たちが異世界から来るそうですよ?            | ディオメディア                               | 独立局            | 全10話  |
| 1月12日 - 2014年12月27日 | がんばれ! おでんくん                             | 勝鬨スタジオ                                 | ABC・NBN          | 全102話 |
| 1月13日 - 2014年3月2日   | カードファイト!! ヴァンガード リンクジョーカー編 | トムス・エンタテインメント                   | TX                | 全59話  |
| 1月13日 - 9月29日        | ビーストサーガ                                   | SynergySP                                    | TX                | 全38話  |
| 1月17日 - 2月21日        | がんばれ! ルルロロ TINY★TWIN★BEARS（第1期）      | ファンワークス                               | NHK Eテレ         | 全26話  |
| 2月3日 - 2014年1月26日   | ドキドキ!プリキュア                              | 東映アニメーション                           | ABC・EXほか       | 全49話  |
| 2月5日 - 4月23日         | 直球表題ロボットアニメ                           | ザルゴザール                                 | 独立局            | 全13話  |
| 2月28日 - 3月28日        | 天保水滸伝NEO                                    | 勝鬨スタジオ                                 | 独立局            | 全5話   |
| 3月10日 - 3月24日        | 大人女子のアニメタイム                           | プロダクション リード、ボンズ、ワオワールド  | NHK BSプレミアム  | 全3話   |

1. ↑  総集編含む
2. ↑  風見学園公式動画部名義
3. ↑  第0話含む
4. ↑  第13話はNOTTVでのみ放送

### 2013年 4月 - 6月
| 開始日 - 終了日         | 作品名                                       | 制作会社                                     | 主放送局・系列   | 話数    |
| ----------------------- | -------------------------------------------- | -------------------------------------------- | ---------------- | ------- |
| 4月1日 - 2015年3月27日  | すすめ!キッチン戦隊クックルン（実写+アニメ） | ODDJOB                                       | NHK Eテレ        | 全196話 |
| 4月2日 - 6月25日        | DD北斗の拳                                   | 亜細亜堂                                     | TX               | 全26話  |
| 4月2日 - 9月24日        | トレインヒーロー                             | カーロンアニメーション                       | TX               | 全26話  |
| 4月3日 - 6月19日        | RDG レッドデータガール                       | P.A.WORKS                                    | 独立局           | 全12話  |
| 4月3日 - 6月26日        | うたの☆プリンスさまっ♪ マジLOVE2000%         | A-1 Pictures                                 | 独立局           | 全13話  |
| 4月3日 - 9月25日        | ガッ活!（第2期）                             | ファンワークス                               | NHKワンセグ2     | 全25話  |
| 4月3日 - 6月26日        | カーニヴァル                                 | マングローブ                                 | 独立局           | 全13話  |
| 4月3日 - 6月26日        | 断裁分離のクライムエッジ                     | Studio五組                                   | 独立局           | 全13話  |
| 4月3日 - 12月25日       | ダンボール戦機WARS                           | OLM                                          | TX               | 全37話  |
| 4月3日 - 2014年3月26日  | LINE TOWN                                    | アセンション                                 | TX               | 全96話  |
| 4月3日 - 12月17日       | リトル・チャロ4 英語で歩くニューヨーク       | Spooky graphic                               | NHK Eテレ        | 全36話  |
| 4月4日 - 9月19日        | 銀河機攻隊 マジェスティックプリンス          | 動画工房、オレンジ                           | 独立局           | 全24話  |
| 4月4日 - 6月27日        | DEVIL SURVIVOR 2 THE ANIMATION               | ブリッジ                                     | MBS              | 全13話  |
| 4月4日 - 6月27日        | はたらく魔王さま！                           | WHITE FOX                                    | 独立局           | 全13話  |
| 4月4日 - 6月27日        | フォトカノ                                   | マッドハウス                                 | TBS              | 全13話  |
| 4月4日 - 6月27日        | やはり俺の青春ラブコメはまちがっている。     | ブレインズ・ベース                           | TBS              | 全13話  |
| 4月5日 - 7月5日         | 惡の華                                       | ZEXCS                                        | 独立局           | 全13話  |
| 4月5日 - 6月21日        | デート・ア・ライブ                           | AIC PLUS+                                    | 独立局           | 全12話  |
| 4月5日 - 6月21日        | 百花繚乱 サムライブライド                    | アームス                                     | AT-X             | 全12話  |
| 4月5日 - 2014年2月21日  | 秘密結社鷹の爪MAX                            | 蛙男商会                                     | NHK Eテレ        | 全38話  |
| 4月6日 - 6月29日        | 俺の妹がこんなに可愛いわけがない。           | A-1 Pictures                                 | 独立局           | 全16話  |
| 4月6日 - 2014年3月29日  | ジュエルペット ハッピネス                    | スタジオコメット                             | TX               | 全52話  |
| 4月6日 - 9月28日        | 進撃の巨人（第1期）                          | WIT STUDIO                                   | MBS              | 全25話  |
| 4月6日 - 7月6日         | 絶対防衛レヴィアタン                         | GONZO                                        | TX               | 全13話  |
| 4月6日 - 2014年3月29日  | 探検ドリランド -1000年の真宝-                | 東映アニメーション                           | TX               | 全51話  |
| 4月6日 - 2015年2月7日   | 団地ともお                                   | 小学館ミュージック&デジタル エンタテイメント | NHK総合          | 全78話  |
| 4月6日 - 2016年3月26日  | 鉄人28号ガオ!                                | エイケン                                     | CX               | 全151話 |
| 4月6日 - 2014年3月29日  | デュエル・マスターズ ビクトリーV3            | 小学館ミュージック&デジタル エンタテイメント | TX               | 全51話  |
| 4月6日 - 6月29日        | 波打際のむろみさん                           | タツノコプロ                                 | 独立局           | 全13話  |
| 4月6日 - 6月29日        | はいたい七葉（第2期）                        | パッショーネ                                 | QAB              | 全13話  |
| 4月6日 - 2014年07月20日 | 爆獣合神ジグルハゼル                         | プロダクション リード                        | ANIMAX           | 全6話   |
| 4月6日 - 12月28日       | 爆TECH!爆丸 ガチ                             | 小学館ミュージック&デジタル エンタテイメント | TX               | 全39話  |
| 4月6日 - 2014年3月29日  | プリティーリズム・レインボーライブ           | タツノコプロ、DONGWOO ANIMATION              | TX               | 全51話  |
| 4月6日 - 6月22日        | ぼくは王さま                                 | グラフィニカ                                 | BS11             | 全12話  |
| 4月6日 - 12月14日       | みにヴぁん（第1期）                          | DLE                                          | TVA              | 全37話  |
| 4月6日 - 6月29日        | よんでますよ、アザゼルさん。Z                | Production I.G                               | 独立局           | 全13話  |
| 4月7日 - 2014年3月30日  | ぢべたぐらし あひるの生活                    | 「ぢべたぐらし」製作委員会                   | NHK BSプレミアム | 全40話  |
| 4月7日 - 9月29日        | 宇宙戦艦ヤマト2199                           | XEBEC、AIC                                   | MBS              | 全26話  |
| 4月7日 - 2014年3月16日  | 機動戦士ガンダムSEED DESTINY HDリマスター    | サンライズ                                   | BS11             | 全50話  |
| 4月7日 - 4月21日        | ガラスの仮面ですが                           | DLE                                          | TwellV           | 全3話   |
| 4月7日 - 6月30日        | 翠星のガルガンティア                         | Production I.G                               | YTV              | 全15話  |
| 4月7日 - 6月30日        | 血液型くん!                                  | Assez Finaud Fabric.、feel.                  | TOKYO MX         | 全13話  |
| 4月7日 - 6月30日        | 這いよれ! ニャル子さんW                      | XEBEC                                        | TX               | 全12話  |
| 4月8日 - 7月1日         | アラタカンガタリ〜革神語〜                   | サテライト、JM ANIMATION                     | TX               | 全12話  |
| 4月8日 - 2014年3月28日  | マジンガーZIP!                               | ODDJOB                                       | NTV              | 全227話 |
| 4月8日 - 9月30日        | ムシブギョー                                 | セブン・アークス・ピクチャーズ               | TX               | 全26話  |
| 4月8日 - 7月1日         | ハヤテのごとく! Cuties                       | マングローブ                                 | TX               | 全12話  |
| 4月9日 - 6月25日        | あいうら                                     | ライデンフィルム                             | TX               | 全12話  |
| 4月9日 - 6月25日        | スパロウズホテル                             | HOTLINE                                      | 独立局           | 全12話  |
| 4月9日 - 6月25日        | ゆゆ式                                       | キネマシトラス                               | 独立局           | 全12話  |
| 4月11日 - 6月27日       | 革命機ヴァルヴレイヴ（第1期）                | サンライズ                                   | MBS              | 全12話  |
| 4月12日 - 9月27日       | とある科学の超電磁砲S（第2期）               | J.C.STAFF                                    | 独立局           | 全24話  |
| 4月13日 - 6月29日       | 変態王子と笑わない猫。                       | J.C.STAFF                                    | 独立局           | 全12話  |
| 4月28日 - 7月28日       | ガラスの仮面ですがZ                          | DLE                                          | TwellV           | 全14話  |
| 5月8日 - 2014年3月19日  | イナズマイレブンGO ギャラクシー              | OLM                                          | TX               | 全43話  |
| 5月9日 - 11月28日       | 踊り子クリノッペ                             | TYOアニメーションズ                          | EX               | 全26話  |
| 5月9日 - 10月4日        | 島耕作のアジア立志伝（第1期）（実写+アニメ） | NHK                                          | NHK BS1          | 全6話   |
| 5月12日（特別番組）     | 天使のどろっぷ                               | AICフロンティア                              | AT-X             | 全1話   |
| 5月13日 - 11月4日       | 忍者ハットリくん（インド版 第1期）           | シンエイ動画                                 | ANIMAX           | 全26話  |
| 6月5日 - 9月25日        | リボンちゃん（第2期）                        | 小学館ミュージック&デジタル エンタテイメント | TX               | 全13話  |
| 6月8日 - 2014年3月1日   | キングダム（第2期）                          | ぴえろ                                       | NHK BSプレミアム | 全39話  |
| 6月14日 - 12月6日       | ゆうとくんがいく                             | 白組                                         | ディズニーXD     | 全26話  |

1. ↑  全13回放送
2. ↑  全50回放送
3. ↑  番外編1話含む
4. ↑  第14話以降はネット配信で公開
5. ↑  第7話以降は再放送
6. ↑  未放送2話含む
7. ↑  2013年8月19日 - 8月23日は『おはよう忍者隊ガッチャマン』復活版放送のため休止。

### 2013年 7月 - 9月
| 開始日 - 終了日         | 作品名                                                | 制作会社                             | 主放送局・系列   | 話数   |
| ----------------------- | ----------------------------------------------------- | ------------------------------------ | ---------------- | ------ |
| 7月1日 - 9月16日        | 犬とハサミは使いよう                                  | GONZO                                | 独立局           | 全12話 |
| 7月2日 - 9月24日        | うっかりペネロペ（第3期）                             | 日本アニメーション                   | NHK Eテレ        | 全13話 |
| 7月2日 - 12月17日       | 義風堂々!! 兼続と慶次                                 | スタジオディーン                     | TX               | 全25話 |
| 7月2日 - 9月24日        | 戦勇。（第2期）                                       | Ordet、ライデンフィルム              | TX               | 全13話 |
| 7月2日 - 9月17日        | BROTHERS CONFLICT                                     | ブレインズ・ベース                   | AT-X             | 全12話 |
| 7月3日 - 9月18日        | たまゆら 〜もあぐれっしぶ〜                           | TYOアニメーションズ                  | AT-X             | 全12話 |
| 7月3日 - 9月25日        | Free!                                                 | 京都アニメーション、アニメーションDo | ABC              | 全12話 |
| 7月4日 - 10月10日       | 帰宅部活動記録                                        | ノーマッド                           | NTV              | 全12話 |
| 7月4日 - 9月26日        | サーバント×サービス                                   | A-1 Pictures                         | ABC              | 全13話 |
| 7月4日 - 9月26日        | ステラ女学院高等科C3部                                | GAINAX                               | TBS              | 全13話 |
| 7月4日 - 9月26日        | 戦姫絶唱シンフォギアG                                 | サテライト                           | 独立局           | 全13話 |
| 7月4日 - 9月26日        | ダンガンロンパ 希望の学園と絶望の高校生 THE ANIMATION | Lerche                               | MBS              | 全13話 |
| 7月4日 - 9月26日        | 恋愛ラボ                                              | 動画工房                             | MBS              | 全13話 |
| 7月4日 - 9月26日        | ローゼンメイデン（第3作）                             | スタジオディーン                     | TBS              | 全13話 |
| 7月5日 - 9月6日         | マジでオタクなイングリッシュ! りぼんちゃん the TV     | AICフロンティア                      | TX               | 全10話 |
| 7月5日 - 9月27日        | ロウきゅーぶ!SS                                       | project No.9                         | AT-X             | 全12話 |
| 7月6日 - 9月21日        | 神さまのいない日曜日                                  | マッドハウス                         | 独立局           | 全12話 |
| 7月6日 - 9月21日        | きんいろモザイク                                      | Studio五組                           | AT-X             | 全12話 |
| 7月6日 - 9月28日        | 幻影ヲ駆ケル太陽                                      | AIC                                  | ABC              | 全13話 |
| 7月6日 - 9月28日        | げんしけん 二代目                                     | Production I.G                       | 独立局           | 全13話 |
| 7月6日 - 9月28日        | ファンタジスタドール                                  | フッズエンタテインメント             | 独立局           | 全12話 |
| 7月6日 - 9月7日         | Fate/kaleid liner プリズマ☆イリヤ                     | SILVER LINK.                         | 独立局           | 全10話 |
| 7月6日 - 12月28日       | 〈物語〉シリーズ セカンドシーズン                     | シャフト                             | 独立局           | 全26話 |
| 7月7日 - 9月29日        | 有頂天家族                                            | P.A.WORKS                            | 独立局           | 全13話 |
| 7月7日 - 9月22日        | てーきゅう（第2期）                                   | MAPPA                                | TOKYO MX         | 全12話 |
| 7月7日 - 9月22日        | ハイスクールD×D NEW                                   | ティー・エヌ・ケー                   | 独立局           | 全12話 |
| 7月7日 - 9月29日        | 八犬伝 -東方八犬異聞-（第2期）                        | スタジオディーン                     | MBS              | 全13話 |
| 7月7日 - 9月8日         | ブラッドラッド                                        | ブレインズ・ベース                   | 独立局           | 全10話 |
| 7月7日 - 9月22日        | 魔界王子 devils and realist                           | 動画工房                             | TX               | 全12話 |
| 7月8日 - 9月23日        | 神のみぞ知るセカイ 女神篇                             | マングローブ                         | TX               | 全12話 |
| 7月8日 - 12月23日       | にゅるにゅる!!KAKUSENくん                             | DLE                                  | YTV              | 全25話 |
| 7月8日 - 9月23日        | リコーダーとランドセル ミ☆                            | セブン                               | 独立局           | 全12話 |
| 7月8日 - 9月23日        | 私がモテないのはどう考えてもお前らが悪い!             | SILVER LINK.                         | TX               | 全12話 |
| 7月11日 - 9月19日       | 銀の匙 Silver Spoon（第1期）                          | A-1 Pictures                         | CX               | 全11話 |
| 7月12日 - 9月27日       | ガッチャマン クラウズ                                 | タツノコプロ                         | NTV              | 全12話 |
| 7月12日 - 2014年1月30日 | Go!Go!家電男子（第1期）                               | DLE                                  | Twellv           | 全78話 |
| 7月12日 - 9月27日       | 超次元ゲイム ネプテューヌ THE ANIMATION               | david production                     | ANIMAX           | 全12話 |
| 7月13日 - 9月28日       | 君のいる町                                            | GONZO                                | TX               | 全12話 |
| 7月13日 - 9月28日       | ふたりはミルキィホームズ                              | J.C.STAFF、ノーマッド                | 独立局           | 全12話 |
| 7月14日 - 9月29日       | 闇芝居（第1期）                                       | ILCA                                 | TX               | 全13話 |
| 7月29日 - 12月23日      | ラブリームービー いとしのムーコ                       | 動画工房                             | CX               | 全20話 |
| 8月19日 - 8月23日       | おはよう忍者隊ガッチャマン（復活版）                  | ODDJOB                               | NTV              | 全5話  |
| 9月5日 - 2014年3月27日  | たまごっち! みらくるフレンズ                          | OLM                                  | TX               | 全29話 |
| 9月7日 - 2014年1月14日  | ANISAVA                                               | トムス・エンタテインメント、DLE      | KIDS STATION     | 全13話 |
| 9月13日 - 12月13日      | Super Seisyun Brothers -超青春姉弟s-                  | AIC PLUS+                            | TX、AT-X         | 全14話 |
| 9月16日 - 12月9日       | DIABOLIK LOVERS                                       | ZEXCS                                | AT-X             | 全12話 |
| 9月22日 - 2014年9月21日 | 最強銀河 究極ゼロ 〜バトルスピリッツ〜                | サンライズ                           | NBN              | 全49話 |
| 9月27日（特別番組）     | 宮河家の空腹                                          | Ordet、エンカレッジフィルムズ        | 独立局           | 全1話  |
| 9月30日 - 2014年3月27日 | おしりかじり虫（第2期）                               | キネマシトラス                       | NHK BSプレミアム | 全32話 |

1. ↑  総集編3話含む。内訳は『猫物語（白）』：全5話、『傾物語』『囮物語』『鬼物語』：各全4話、『恋物語』：全6話
2. ↑  製作されたのは全21話だが、放送編成の都合で第19話は未放送。
3. ↑  webで配信されたものを放送用に再編集したもの。

### 2013年 10月 - 12月
| 開始日 - 終了日                   | 作品名                                                 | 制作会社                         | 主放送局・系列    | 話数    |
| --------------------------------- | ------------------------------------------------------ | -------------------------------- | ----------------- | ------- |
| 10月1日 - 12月24日                | ミス・モノクローム -The Animation-                     | ライデンフィルム、サンジゲン     | TX                | 全13話  |
| 10月2日 - 2014年6月18日           | ガイストクラッシャー                                   | ぴえろ                           | TX                | 全36話  |
| 10月2日 - 12月18日                | 境界の彼方                                             | 京都アニメーション               | 独立局（TBS製作） | 全12話  |
| 10月2日 - 12月25日                | 京騒戯画                                               | 東映アニメーション               | 独立局            | 全13話  |
| 10月2日 - 12月25日                | COPPELION                                              | GoHands                          | 独立局            | 全13話  |
| 10月2日（特別番組）               | ポケットモンスター THE ORIGIN                          | OLM、Production I.G、XEBEC       | TX                | 全4話   |
| 10月3日 - 12月19日                | アウトブレイク・カンパニー                             | feel.                            | TBS               | 全12話  |
| 10月3日 - 12月19日                | IS〈インフィニット・ストラトス〉2                      | エイトビット                     | TBS               | 全12話  |
| 10月3日 - 2014年3月27日           | キルラキル                                             | TRIGGER                          | MBS               | 全24話  |
| 10月3日 - 2014年3月27日           | ゴールデンタイム                                       | J.C.STAFF                        | 独立局            | 全24話  |
| 10月3日 - 2014年4月3日            | 凪のあすから                                           | P.A.WORKS                        | ANIMAX            | 全26話  |
| 10月3日 2014年3月27日（特別番組） | ポケットモンスター ベストウイッシュ シーズン2 特別編   | OLM                              | TX                | 全2話   |
| 10月4日 - 2014年3月28日           | ストライク・ザ・ブラッド                               | SILVER LINK.、CONNECT            | AT-X              | 全24話  |
| 10月4日 - 12月20日                | フリージング ヴァイブレーション                        | A・C・G・T                       | AT-X              | 全12話  |
| 10月4日 - 2018年12月24日          | みんなだいすきそらジロー                               | エイジグローバルネットワークス   | NTV               | 全250話 |
| 10月4日 - 12月20日                | 勇者になれなかった俺はしぶしぶ就職を決意しました。     | アスリード                       | 独立局            | 全12話  |
| 10月5日 - 2014年3月29日           | 黒子のバスケ（第2期）                                  | Production I.G                   | BS11、MBS         | 全25話  |
| 10月5日 - 12月28日                | てさぐれ!部活もの                                      | 吉祥寺トロン                     | NTV               | 全12話  |
| 10月5日 - 2014年3月29日           | はじめの一歩 Rising                                    | マッドハウス、MAPPA              | NTV               | 全25話  |
| 10月5日 - 12月28日                | WHITE ALBUM2                                           | サテライト                       | 独立局            | 全13話  |
| 10月5日 - 12月28日                | リトルバスターズ! 〜Refrain〜                          | J.C.STAFF                        | AT-X              | 全13話  |
| 10月5日 - 2014年3月22日           | ログ・ホライズン（第1期）                              | サテライト                       | NHK Eテレ         | 全25話  |
| 10月6日 - 12月22日                | ぎんぎつね                                             | ディオメディア                   | TX                | 全12話  |
| 10月6日 - 12月22日                | 世界でいちばん強くなりたい!                            | アームス                         | AT-X              | 全12話  |
| 10月6日 - 2015年3月29日           | ダイヤのA                                              | マッドハウス、Production I.G     | TX                | 全75話  |
| 10月6日 - 12月22日                | てーきゅう（第3期）                                    | MAPPA                            | TOKYO MX          | 全12話  |
| 10月6日 - 2014年3月23日           | ファイ・ブレイン 神のパズル（第3期）                   | サンライズ                       | NHK Eテレ         | 全25話  |
| 10月6日 - 2014年3月30日           | マギ The kingdom of magic                              | A-1 Pictures                     | MBS               | 全25話  |
| 10月6日 - 12月22日                | メガネブ!                                              | スタジオディーン                 | 独立局            | 全12話  |
| 10月6日 - 12月29日                | 夜桜四重奏 〜ハナノウタ〜                              | タツノコプロ                     | 独立局            | 全13話  |
| 10月6日 - 12月22日                | ワルキューレロマンツェ                                 | エイトビット                     | AT-X              | 全12話  |
| 10月7日 - 12月23日                | 蒼き鋼のアルペジオ -ARS NOVA-                          | サンジゲン                       | 独立局            | 全12話  |
| 10月7日 - 2014年3月31日           | ガンダムビルドファイターズ                             | サンライズ                       | TX                | 全25話  |
| 10月7日 - 12月23日                | 機巧少女は傷つかない                                   | Lerche                           | AT-X              | 全12話  |
| 10月7日 - 12月23日                | のんのんびより                                         | SILVER LINK.                     | TX                | 全12話  |
| 10月7日 - 2014年6月30日           | 弱虫ペダル                                             | TMS/8PAN                         | TX                | 全38話  |
| 10月8日 - 2014年3月25日           | 東京レイヴンズ                                         | エイトビット                     | TOKYO MX          | 全24話  |
| 10月8日 - 12月24日                | BLAZBLUE ALTER MEMORY                                  | teamKG、フッズエンタテインメント | TOKYO MX          | 全12話  |
| 10月9日 - 12月11日                | 俺の脳内選択肢が、学園ラブコメを全力で邪魔している     | ディオメディア                   | TOKYO MX          | 全10話  |
| 10月10日 - 12月26日               | 革命機ヴァルヴレイヴ（第2期）                          | サンライズ                       | MBS               | 全12話  |
| 10月10日 - 12月19日               | ガリレイドンナ                                         | A-1 Pictures                     | CX                | 全11話  |
| 10月10日 - 12月12日               | 殺し屋さん                                             | オペラハウス                     | TVS               | 全10話  |
| 10月10日 - 2014年3月27日          | サムライフラメンコ                                     | マングローブ                     | CX                | 全22話  |
| 10月17日 - 2015年10月22日         | ポケットモンスター XY                                  | OLM                              | TX                | 全93話  |
| 11月13日 - 2014年2月5日           | 島耕作のアジア立志伝（第2期）（実写+アニメ）           | NHK                              | NHK BS1           | 全10話  |
| 11月15日（特別番組）              | ルパン三世 princess of the breeze 〜隠された空中都市〜 | トムス・エンタテインメント       | NTV               | 全1話   |
| 12月7日 - 2014年3月15日           | 超ゼンマイロボ パトラッシュ                            | 日本アニメーション               | TOKYO MX          | 全13話  |
| 12月7日 - 2014年3月29日           | ピクレレ                                               | MMDGP                            | TOKYO MX          | 全15話  |
| 12月20日 - 2014年3月28日          | プピポー!                                              | AIC PLUS+                        | TX                | 全15話  |
| 12月31日（特別番組）              | ソードアート・オンライン Extra Edition                 | A-1 Pictures                     | TOKYO MX          | 全1話   |
| 12月31日（特別番組）              | 熱風海陸ブシロード                                     | キネマシトラス、オレンジ         | TOKYO MX          | 全1話   |

1. ↑  特別編・総集編3話含む

## 2014年（平成26年）

### 2014年 1月 - 3月
| 開始日 - 終了日         | 作品名                                                | 制作会社                             | 主放送局・系列 | 話数    |
| ----------------------- | ----------------------------------------------------- | ------------------------------------ | -------------- | ------- |
| 1月4日 - 3月22日        | 最近、妹のようすがちょっとおかしいんだが。            | project No.9                         | 独立局         | 全12話  |
| 1月4日 - 3月29日        | JEWELINCLE じゅえりんくる〜12の妖精とふしぎな宝石箱〜 | ILCA                                 | tvk            | 全13話  |
| 1月4日 - 3月29日        | 生徒会役員共*                                         | GoHands                              | AT-X           | 全13話  |
| 1月4日 - 2015年4月4日   | フューチャーカード バディファイト                     | OLM、XEBEC                           | TVA            | 全64話  |
| 1月4日（特別番組）      | 蟲師 特別篇 -日蝕む翳-                                | アニメーションスタジオ・アートランド | TOKYO MX       | 全1話   |
| 1月4日 - 3月2日         | ロボットガールズZ                                     | 東映アニメーション                   | 東映チャンネル | 全9話   |
| 1月5日 - 3月23日        | ウィッチクラフトワークス                              | J.C.STAFF                            | TOKYO MX       | 全12話  |
| 1月5日 - 4月6日         | 咲-Saki- 全国編                                       | Studio五組                           | TX             | 全13話  |
| 1月5日 - 3月30日        | スペース☆ダンディ（第1期）                            | ボンズ                               | TOKYO MX       | 全13話  |
| 1月5日 - 3月30日        | となりの関くん                                        | シンエイ動画                         | TX             | 全13話  |
| 1月5日 - 6月22日        | ノブナガ・ザ・フール                                  | サテライト                           | TX             | 全24話  |
| 1月5日 - 3月30日        | ノブナガン                                            | ブリッジ                             | TOKYO MX       | 全13話  |
| 1月5日 - 3月23日        | ノラガミ                                              | ボンズ                               | TOKYO MX       | 全12話  |
| 1月5日 - 3月30日        | バディ・コンプレックス                                | サンライズ                           | TOKYO MX       | 全13話  |
| 1月5日 - 3月30日        | みんな集まれ!ファルコム学園                           | キャラアニ、ダックスプロダクション   | 独立局         | 全13話  |
| 1月6日 - 3月24日        | そにアニ -SUPER SONICO THE ANIMATION-                 | WHITE FOX                            | AT-X           | 全12話  |
| 1月6日 - 3月31日        | 地下すぎアイドル あかえちゃん                         | DLE                                  | EX             | 全12話  |
| 1月6日 - 3月24日        | ディーふらぐ!                                         | ブレインズ・ベース                   | TX             | 全12話  |
| 1月6日 - 3月31日        | とある飛空士への恋歌                                  | TMS/3xCube                           | TOKYO MX       | 全13話  |
| 1月7日 - 3月25日        | うーさーのその日暮らし 覚醒編                         | サンジゲン、ライデンフィルム         | TX             | 全12話  |
| 1月7日 - 3月25日        | ハマトラ THE ANIMATION                                | NAZ                                  | TX             | 全12話  |
| 1月8日 - 3月26日        | お姉ちゃんが来た                                      | C2C                                  | TOKYO MX       | 全12話  |
| 1月8日 - 3月26日        | 中二病でも恋がしたい!戀                               | 京都アニメーション                   | 独立局         | 全12話  |
| 1月8日 - 3月26日        | 未確認で進行形                                        | 動画工房                             | ABC            | 全12話  |
| 1月8日 - 2018年3月30日  | 妖怪ウォッチ                                          | OLM                                  | TX             | 全214話 |
| 1月9日 - 4月3日         | 鬼灯の冷徹                                            | WIT STUDIO                           | MBS            | 全13話  |
| 1月9日 - 3月27日        | 銀の匙 Silver Spoon（第2期）                          | A-1 Pictures                         | CX             | 全11話  |
| 1月9日 - 1月30日        | GO!GO!575                                             | Lay-duce、C2C                        | TOKYO MX       | 全4話   |
| 1月9日 - 3月27日        | 桜Trick                                               | スタジオディーン                     | TBS            | 全12話  |
| 1月9日 - 3月27日        | ストレンジ・プラス                                    | セブン                               | TVS            | 全12話  |
| 1月9日 - 4月3日         | Z/X IGNITION                                          | テレコム・アニメーションフィルム     | TX             | 全12話  |
| 1月9日 - 3月27日        | pupa                                                  | スタジオディーン                     | 独立局         | 全12話  |
| 1月9日 - 3月27日        | 魔法戦争                                              | マッドハウス                         | TBS            | 全12話  |
| 1月9日 - 3月27日        | めいたんていラスカル                                  | 日本アニメーション                   | NHK Eテレ      | 全12話  |
| 1月10日 - 3月28日       | Wake Up, Girls!                                       | Ordet、タツノコプロ                  | TX             | 全12話  |
| 1月10日 - 3月28日       | のうりん                                              | SILVER LINK.                         | TOKYO MX       | 全12話  |
| 1月11日 - 5月24日       | ニセコイ                                              | シャフト                             | MBS            | 全20話  |
| 1月11日 - 3月29日       | 世界征服 〜謀略のズヴィズダー〜                       | A-1 Pictures                         | MBS            | 全12話  |
| 1月11日 - 3月29日       | てさぐれ!部活もの あんこーる                          | 吉祥寺トロン                         | NTV            | 全12話  |
| 1月11日 - 3月29日       | にゃ〜めん                                            | HiWaPlus                             | NTV            | 全12話  |
| 1月11日 - 3月29日       | 47都道府犬R                                           | ダンデライオンアニメーションスタジオ | NTV            | 全12話  |
| 1月12日 - 3月30日       | ウィザード・バリスターズ 弁魔士セシル                 | アームス                             | 独立局         | 全12話  |
| 1月15日 - 3月19日       | いなり、こんこん、恋いろは。                          | プロダクションアイムズ               | 独立局         | 全10話  |
| 1月15日 - 3月19日       | マケン姫っ!通                                         | XEBEC                                | 独立局         | 全10話  |
| 1月27日 - 3月31日       | 攻殻機動隊入門 あらいず                               | Production I.G                       | TOKYO MX       | 全10話  |
| 2月2日 - 2015年1月25日  | ハピネスチャージプリキュア!                           | 東映アニメーション                   | ABC・EXほか    | 全49話  |
| 2月22日 - 3月1日        | にゃん符                                              | MMDGP                                | CTV            | 全8話   |
| 3月9日 - 10月19日       | カードファイト!! ヴァンガード レギオンメイト編        | トムス・エンタテインメント           | TX             | 全33話  |
| 3月10日 - 3月21日       | ナンダカベロニカ                                      | サイクロングラフィックス             | NHK Eテレ      | 全10話  |
| 3月10日 - 3月21日       | わしも WASIMO（第1期）                                | スタジオディーン                     | NHK Eテレ      | 全10話  |
| 3月21日（特別番組）     | 戦国無双SP 〜真田の章〜                               | TYOアニメーションズ                  | TX             | 全1話   |
| 3月22日 - 9月6日        | ケロロ 〜keroro〜                                     | サンライズ                           | ANIMAX         | 全23話  |
| 3月29日（特別番組）     | ピカイア!（パイロット版）（実写+アニメ）              | Production I.G、OLM                  | NHK Eテレ      | 全1話   |
| 3月31日 - 2015年3月27日 | おはようハクション大魔王                              | ODDJOB                               | NTV            | 全237話 |

1. ↑  全3回放送
2. ↑  Web配信およびAT-X放映版は全21話。

### 2014年 4月 - 6月
| 開始日 - 終了日         | 作品名                                             | 制作会社                                                   | 主放送局・系列         | 話数    |
| ----------------------- | -------------------------------------------------- | ---------------------------------------------------------- | ---------------------- | ------- |
| 4月1日 - 10月1日        | カリーノ・コニ                                     | ROBOT                                                      | TX                     | 全26話  |
| 4月1日 - 2015年2月10日  | 超爆裂異次元メンコバトル ギガントシューター つかさ | ファンワークス、FOREST Hunting One                         | NHK Eテレ              | 全32話  |
| 4月1日 - 2015年3月31日  | マジンボーン                                       | 東映アニメーション                                         | TX                     | 全52話  |
| 4月2日 - 2015年9月16日  | くつだる。                                         | エッグ                                                     | NHK Eテレ              | 全48話  |
| 4月2日 - 2015年3月25日  | ディスク・ウォーズ:アベンジャーズ                  | 東映アニメーション                                         | TX                     | 全51話  |
| 4月3日 - 6月19日        | 悪魔のリドル                                       | ディオメディア                                             | MBS                    | 全12話  |
| 4月3日 - 2015年3月26日  | GO-GO たまごっち!                                  | OLM                                                        | TX                     | 全50話  |
| 4月3日 - 6月19日        | selector infected WIXOSS                           | J.C.STAFF                                                  | MBS                    | 全12話  |
| 4月3日 - 6月26日        | ブレイドアンドソウル                               | GONZO                                                      | TBS                    | 全13話  |
| 4月3日 - 6月19日        | 僕らはみんな河合荘                                 | ブレインズ・ベース                                         | TBS、KIDS STATION      | 全12話  |
| 4月3日 - 2015年10月29日 | ポケットモンスター XY 特別編 最強メガシンカ        | OLM                                                        | TX                     | 全4話   |
| 4月4日 - 7月4日         | 監督不行届                                         | DLE                                                        | TX                     | 全13話  |
| 4月4日 - 9月12日        | ジョジョの奇妙な冒険 スターダストクルセイダース    | david production                                           | TOKYO MX               | 全24話  |
| 4月4日 - 6月20日        | 蟲師 続章（第1期）                                 | アニメーションスタジオ・アートランド                       | TOKYO MX               | 全10話  |
| 4月5日 - 6月21日        | 神々の悪戯                                         | ブレインズ・ベース                                         | TOKYO MX               | 全12話  |
| 4月5日 - 9月20日        | キャプテン・アース                                 | ボンズ                                                     | MBS                    | 全25話  |
| 4月5日 - 9月27日        | 金田一少年の事件簿R（第1期）                       | 東映アニメーション                                         | YTV                    | 全25話  |
| 4月5日 - 6月21日        | 健全ロボ ダイミダラー                              | ティー・エヌ・ケー                                         | AT-X                   | 全12話  |
| 4月5日 - 6月21日        | 金色のコルダ Blue♪Sky                              | TYOアニメーションズ                                        | NTV                    | 全12話  |
| 4月5日 - 6月21日        | 星刻の竜騎士                                       | C-Station                                                  | AT-X                   | 全12話  |
| 4月5日 - 6月28日        | それでも世界は美しい                               | ぴえろ                                                     | NTV                    | 全12話  |
| 4月5日 - 2015年3月28日  | デュエル・マスターズ VS                            | アセンション、小学館ミュージック&デジタル エンタテイメント | TX                     | 全49話  |
| 4月5日 - 2015年3月28日  | テンカイナイト                                     | ボンズ                                                     | TX                     | 全51話  |
| 4月5日 - 2016年3月26日  | FAIRY TAIL（第2期）                                | A-1 Pictures、ブリッジ                                     | TX                     | 全102話 |
| 4月5日 - 2015年6月27日  | パックワールド                                     | OLM Digital、Sprite Animation Studios                      | TOKYO MX、ディズニーXD | 全52話  |
| 4月5日 - 6月14日        | プリティーリズム・オールスターセレクション         | タツノコプロ                                               | TX                     | 全11話  |
| 4月5日 - 9月27日        | 魔法科高校の劣等生                                 | マッドハウス                                               | 独立局                 | 全26話  |
| 4月5日 - 2015年3月28日  | レディ ジュエルペット                              | ZEXCS、スタジオコメット                                    | TX                     | 全52話  |
| 4月6日 - 9月28日        | 暴れん坊力士!!松太郎                               | 東映アニメーション                                         | EX                     | 全23話  |
| 4月6日 - 6月22日        | 一週間フレンズ。                                   | ブレインズ・ベース                                         | AT-X                   | 全12話  |
| 4月6日 - 6月29日        | 彼女がフラグをおられたら                           | フッズエンタテインメント                                   | TOKYO MX               | 全13話  |
| 4月6日 - 6月29日        | 極黒のブリュンヒルデ                               | アームス                                                   | YTV                    | 全13話  |
| 4月6日 - 2015年6月28日  | ドラゴンボール改（第2期）                          | 東映アニメーション                                         | CX                     | 全61話  |
| 4月6日 - 9月21日        | ハイキュー!!                                       | Production I.G                                             | MBS                    | 全25話  |
| 4月6日 - 6月22日        | ブレイクブレイド                                   | Production I.G、XEBEC                                      | TOKYO MX               | 全12話  |
| 4月6日 - 9月21日        | ベイビーステップ（第1期）                          | ぴえろ                                                     | NHK Eテレ              | 全25話  |
| 4月6日 - 6月29日        | 召しませロードス島戦記 〜それっておいしいの?〜     | スタジオディーン、スタジオ雲雀                             | TOKYO MX               | 全13話  |
| 4月6日 - 2017年3月26日  | 遊☆戯☆王ARC-V                                      | ぎゃろっぷ                                                 | TX                     | 全148話 |
| 4月6日 - 6月29日        | ラブライブ!（第2期）                               | サンライズ                                                 | YTV                    | 全13話  |
| 4月7日 - 2015年3月30日  | オレカバトル                                       | OLM、XEBEC                                                 | TX                     | 全51話  |
| 4月7日 - 2015年3月30日  | ドラゴンコレクション                               | OLM                                                        | TX                     | 全51話  |
| 4月7日 - 2015年3月30日  | ヒーローバンク                                     | トムス・エンタテインメント                                 | TX                     | 全51話  |
| 4月7日 - 6月24日        | マンガ家さんとアシスタントさんと THE ANIMATION     | ZEXCS                                                      | TOKYO MX               | 全12話  |
| 4月8日 - 6月17日        | 史上最強の弟子ケンイチ 闇の襲撃                    | ブレインズ・ベース                                         | TOKYO MX               | 全11話  |
| 4月8日 - 7月1日         | ソウルイーターノット!                              | ボンズ                                                     | TX                     | 全12話  |
| 4月8日 - 7月1日         | ブラック・ブレット                                 | キネマシトラス、オレンジ                                   | AT-X                   | 全13話  |
| 4月8日 - 9月30日        | 魔法少女大戦                                       | GAINAX                                                     | TOKYO MX               | 全26話  |
| 4月9日 - 6月25日        | ノーゲーム・ノーライフ                             | マッドハウス                                               | AT-X                   | 全12話  |
| 4月9日 - 6月25日        | 棺姫のチャイカ                                     | ボンズ                                                     | 独立局                 | 全12話  |
| 4月9日 - 6月26日        | 風雲維新ダイ☆ショーグン                            | J.C.STAFF、A・C・G・T                                      | 独立局                 | 全12話  |
| 4月10日 - 6月27日       | 犬神さんと猫山さん                                 | セブン                                                     | 独立局                 | 全12話  |
| 4月10日 - 6月26日       | エスカ&ロジーのアトリエ 〜黄昏の空の錬金術士〜     | Studio五組                                                 | 独立局                 | 全12話  |
| 4月10日 - 6月26日       | ご注文はうさぎですか?                              | WHITE FOX                                                  | 独立局                 | 全12話  |
| 4月10日 - 6月27日       | シドニアの騎士                                     | ポリゴン・ピクチュアズ                                     | MBS                    | 全12話  |
| 4月10日 - 6月19日       | ピンポン THE ANIMATION                             | タツノコプロ                                               | CX                     | 全11話  |
| 4月10日 - 6月19日       | 龍ヶ嬢七々々の埋蔵金                               | A-1 Pictures                                               | CX                     | 全11話  |
| 4月11日 - 6月13日       | デート・ア・ライブII                               | プロダクションアイムズ                                     | 独立局                 | 全10話  |
| 4月11日 - 2015年3月6日  | 秘密結社鷹の爪 EX                                  | 蛙男商会                                                   | NHK Eテレ              | 全38話  |
| 4月12日 - 6月28日       | メカクシティアクターズ                             | シャフト                                                   | TOKYO MX               | 全12話  |
| 4月17日 - 7月3日        | ワールドフールニュース                             | コミックス・ウェーブ・フィルム                             | GTV                    | 全12話  |
| 4月19日 - 4月21日       | 恋するニャントニオ                                 | MMDGP                                                      | CTV                    | 全3話   |
| 4月21日 - 9月29日       | M3〜ソノ黒キ鋼〜                                   | サテライト、C2C                                            | 独立局                 | 全24話  |
| 4月26日 - 2015年4月25日 | 猫のダヤン                                         | MMDGP                                                      | TOKYO MX               | 全52話  |
| 4月27日 - 10月5日       | ラブリームービー いとしのムーコ Season 2           | 動画工房                                                   | BSフジ                 | 全22話  |
| 5月3日 - 2016年3月29日  | 猫ピッチャー                                       | ODDJOB                                                     | BS日テレ               | 全51話  |
| 5月5日（特別番組）      | GJ部@                                              | 動画工房                                                   | BS日テレ               | 全1話   |
| 5月5日 - 2015年3月31日  | 野良スコ                                           | ROBOT                                                      | EX                     | 全46話  |
| 5月15日 - 9月25日       | Go!Go!家電男子（第2期）                            | DLE                                                        | Twellv                 | 全20話  |
| 5月16日-6月22日         | 頭文字D Final Stage                                | SynergySP                                                  | CS                     | 全4話   |
| 5月21日 - 7月2日        | ぷちます!! -プチプチ・アイドルマスター-            | ギャザリング                                               | AT-X                   | 全74話  |
| 6月25日 - 10月1日       | ガイストクラッシャー ゴッド編                      | ぴえろ                                                     | TX                     | 全15話  |

1. ↑  北米地域で先行放映。
2. ↑  本放送は2015年4月までで、5月からは再放送。
3. ↑  2010年公開の劇場アニメ全6章をテレビ向けに再構成し、一部新規製作したもの。
4. ↑  放送していた番組が終了したため、事実上打ち切りとなった。
5. ↑  全7回放送

### 2014年 7月 - 9月
| 開始日 - 終了日           | 作品名                                             | 制作会社                                                     | 主放送局・系列 | 話数    |
| ------------------------- | -------------------------------------------------- | ------------------------------------------------------------ | -------------- | ------- |
| 7月2日 - 9月17日          | 幕末Rock                                           | スタジオディーン                                             | TOKYO MX       | 全12話  |
| 7月2日 - 9月24日          | Free! -Eternal Summer-                             | 京都アニメーション、アニメーションDo                         | ABC            | 全13話  |
| 7月3日 - 9月25日          | グラスリップ                                       | P.A.WORKS                                                    | TOKYO MX       | 全13話  |
| 7月3日 - 12月18日         | 白銀の意思 アルジェヴォルン                        | XEBEC                                                        | MBS            | 全24話  |
| 7月3日 - 9月18日          | 東京喰種トーキョーグール                           | ぴえろ                                                       | TOKYO MX       | 全12話  |
| 7月3日 - 9月18日          | 普通の女子校生が【ろこどる】やってみた。           | feel.                                                        | TBS            | 全12話  |
| 7月3日 - 9月18日          | RAIL WARS!                                         | パッショーネ                                                 | TBS            | 全12話  |
| 7月4日 - 8月22日          | スミ子                                             | オペラハウス                                                 | AT-X           | 全8話   |
| 7月5日 - 9月20日          | アルドノア・ゼロ（第1期）                          | A-1 Pictures、TROYCA                                         | TOKYO MX、ABC  | 全12話  |
| 7月5日 - 9月27日          | 少年ハリウッド -HOLLY STAGE FOR 49-                | ZEXCS                                                        | 独立局         | 全13話  |
| 7月5日 - 12月20日         | ソードアート・オンラインII                         | A-1 Pictures                                                 | 独立局         | 全24話  |
| 7月5日 - 9月27日          | 戦国BASARA Judge End                               | テレコム・アニメーションフィルム                             | NTV            | 全12話  |
| 7月5日 - 9月27日          | ばらかもん                                         | キネマシトラス                                               | NTV            | 全12話  |
| 7月5日 - 2017年3月28日    | プリパラ                                           | タツノコプロ、DONGWOO A&E                                    | TX             | 全140話 |
| 7月6日 - 12月14日         | アカメが斬る!                                      | WHITE FOX                                                    | MBS            | 全24話  |
| 7月6日 - 9月28日          | ガンダムさん                                       | サンライズ                                                   | BS11           | 全13話  |
| 7月6日 - 9月21日          | 月刊少女野崎くん                                   | 動画工房                                                     | TX、AT-X       | 全12話  |
| 7月6日 - 9月21日          | さばげぶっ!                                        | ぴえろプラス                                                 | TOKYO MX       | 全12話  |
| 7月6日 - 9月28日          | 人生相談テレビアニメーション「人生」               | feel.                                                        | YTV            | 全13話  |
| 7月6日 - 9月28日          | スペース☆ダンディ（第2期）                         | ボンズ                                                       | TOKYO MX       | 全13話  |
| 7月6日 - 9月21日          | DRAMAtical Murder                                  | NAZ                                                          | TX             | 全12話  |
| 7月6日 - 12月14日         | フランチェスカ                                     | ハートビット、テレコム・アニメーションフィルム               | UHB            | 全24話  |
| 7月6日 - 12月21日         | 毎度!浦安鉄筋家族                                  | スタジオディーン                                             | TOKYO MX       | 全24話  |
| 7月6日 - 9月28日          | 闇芝居（第2期）                                    | ILCA                                                         | TX             | 全13話  |
| 7月7日 - 9月22日          | アオハライド                                       | Production I.G                                               | MBS            | 全12話  |
| 7月7日 - 9月22日          | ハナヤマタ                                         | マッドハウス                                                 | TX、AT-X       | 全12話  |
| 7月7日 - 9月29日          | ひめゴト                                           | 旭プロダクション                                             | BS11           | 全13話  |
| 7月7日 - 9月22日          | Re:␣ ハマトラ                                      | Lerche                                                       | TX             | 全12話  |
| 7月8日 - 9月23日          | あいまいみー -妄想カタストロフ-                    | セブン                                                       | AT-X           | 全12話  |
| 7月9日 - 9月10日          | Fate/kaleid liner プリズマ☆イリヤ ツヴァイ!        | SILVER LINK.                                                 | AT-X           | 全10話  |
| 7月9日 - 9月24日          | まじもじるるも                                     | J.C.STAFF                                                    | AT-X           | 全12話  |
| 7月8日 - 9月23日          | モモキュンソード                                   | トライスラッシュ、project No.9                               | TOKYO MX       | 全12話  |
| 7月9日 - 12月24日         | ヤマノススメ セカンドシーズン                      | エイトビット                                                 | TOKYO MX       | 全24話  |
| 7月9日 - 9月10日          | LOVE STAGE!!                                       | J.C.STAFF                                                    | 独立局         | 全10話  |
| 7月10日 - 9月11日         | 黒執事 Book of Circus                              | A-1 Pictures                                                 | MBS            | 全10話  |
| 7月10日 - 9月18日         | PSYCHO-PASS サイコパス 新編集版                    | Production I.G、タツノコプロ                                 | CX             | 全11話  |
| 7月10日 - 9月25日         | 残響のテロル                                       | MAPPA                                                        | CX             | 全11話  |
| 7月10日 - 9月25日         | 真 ストレンジ・プラス                              | セブン                                                       | TVS            | 全12話  |
| 7月10日 - 9月25日         | Persona4 the Golden ANIMATION                      | A-1 Pictures                                                 | MBS            | 全12話  |
| 7月11日 - 9月26日         | 東京ESP                                            | XEBEC                                                        | 独立局         | 全12話  |
| 7月11日 - 9月19日         | 信長協奏曲                                         | フジテレビ                                                   | CX             | 全10話  |
| 7月11日 - 9月26日         | 六畳間の侵略者!?                                   | SILVER LINK.                                                 | TOKYO MX       | 全12話  |
| 7月12日 - 11月22日        | 学校のコワイうわさ 新・花子さんがきた!! シーズン2  | 「学校のコワイうわさ 新・花子さんがきた!!Season2」製作委員会 | KIDS STATION   | 全20話  |
| 7月14日 - 9月29日         | 精霊使いの剣舞                                     | ティー・エヌ・ケー                                           | AT-X           | 全12話  |
| 7月14日 - 9月22日         | みならいディーバ                                   | ヤオヨロズ                                                   | NOTTV          | 全10話  |
| 7月21日 - 2015年2月16日   | 忍者ハットリくん（インド版 第2期）                 | シンエイ動画                                                 | ANIMAX         | 全26話  |
| 7月30日 - 8月5日          | はかい猫しば                                       | 勝鬨スタジオ                                                 | CTV            | 全7話   |
| 8月5日 - 8月8日           | 目玉焼きの黄身 いつつぶす?                         | ファンワークス                                               | NHK総合        | 全4話   |
| 8月16日（特別番組）       | 〈物語〉シリーズ セカンドシーズン 花物語           | シャフト                                                     | TOKYO MX       | 全5話   |
| 8月17日・8月24日          | 島耕作のアジア立志伝（第3期）（実写+アニメ）       | NHK                                                          | NHK BS1        | 全2話   |
| 8月20日（特別番組）       | 蟲師 続章 特別編 -棘のみち-                        | アニメーションスタジオ・アートランド                         | BS11、TOKYO MX | 全1話   |
| 9月25日 - 2015年3月26日   | がんばれ! ルルロロ TINY★TWIN★BEARS（第2期）        | ファンワークス                                               | NHK Eテレ      | 全26話  |
| 9月26日 - 12月19日        | テラフォーマーズ                                   | ライデンフィルム                                             | ABC            | 全13話  |
| 9月26日 - 2015年3月27日   | ふうせんいぬティニー（第1期）                      | スティーブンスティーブン                                     | NHK Eテレ      | 全26話  |
| 9月28日 - 2015年10月4日   | トライブクルクル                                   | サンライズ、BN Pictures                                      | NBN            | 全50話  |
| 9月29日、30日（特別番組） | バディ・コンプレックス 完結編 -あの空に還る未来で- | サンライズ                                                   | TOKYO MX       | 全2話   |

### 2014年 10月 - 12月
| 開始日 - 終了日           | 作品名                                           | 制作会社                                     | 主放送局・系列         | 話数   |
| ------------------------- | ------------------------------------------------ | -------------------------------------------- | ---------------------- | ------ |
| 10月2日 - 2015年3月26日   | ガンダム Gのレコンギスタ                         | サンライズ                                   | MBS                    | 全26話 |
| 10月2日 - 12月25日        | 旦那が何を言っているかわからない件               | セブン                                       | TVS                    | 全13話 |
| 10月2日 - 12月18日        | デンキ街の本屋さん                               | シンエイ動画                                 | TOKYO MX               | 全12話 |
| 10月3日 - 12月19日        | 曇天に笑う                                       | 動画工房                                     | NTV                    | 全12話 |
| 10月3日 - 12月19日        | selector spread WIXOSS                           | J.C.STAFF                                    | MBS                    | 全12話 |
| 10月3日 - 2015年3月27日   | 牙狼〈GARO〉-炎の刻印-                           | MAPPA、東北新社                              | TX                     | 全25話 |
| 10月4日 - 12月20日        | 失われた未来を求めて                             | feel.                                        | 独立局                 | 全12話 |
| 10月4日 - 2015年3月28日   | クロスアンジュ 天使と竜の輪舞                    | サンライズ                                   | TOKYO MX               | 全25話 |
| 10月4日 - 12月27日        | Fate/stay night [Unlimited Blade Works]（第1期） | ufotable                                     | TOKYO MX               | 全13話 |
| 10月4日 - 2015年3月28日   | まじっく快斗1412                                 | A-1 Pictures                                 | YTV                    | 全24話 |
| 10月4日 - 12月27日        | 魔弾の王と戦姫                                   | サテライト                                   | AT-X                   | 全13話 |
| 10月4日 - 2015年3月28日   | ログ・ホライズン（第2期）                        | スタジオディーン                             | NHK Eテレ              | 全25話 |
| 10月5日 - 12月21日        | オオカミ少女と黒王子                             | TYOアニメーションズ                          | TOKYO MX、YTV          | 全12話 |
| 10月5日 - 12月21日        | 繰繰れ! コックリさん                             | TMS/だぶるいーぐる                           | TX                     | 全12話 |
| 10月5日 - 12月28日        | グリザイアの果実                                 | エイトビット                                 | TOKYO MX               | 全13話 |
| 10月5日 - 12月28日        | 天体のメソッド                                   | Studio 3Hz                                   | TOKYO MX               | 全13話 |
| 10月5日 - 2015年3月29日   | 七つの大罪                                       | A-1 Pictures                                 | MBS                    | 全24話 |
| 10月5日 - 2016年4月3日    | ワールドトリガー                                 | 東映アニメーション                           | EX                     | 全73話 |
| 10月6日 - 12月26日        | 愛・天地無用!                                    | AIC PLUS+                                    | TOKYO MX               | 全50話 |
| 10月6日 - 12月25日        | 甘城ブリリアントパーク                           | 京都アニメーション                           | TBS                    | 全13話 |
| 10月6日 - 12月22日        | 異能バトルは日常系のなかで                       | TRIGGER                                      | TX                     | 全12話 |
| 10月6日 - 12月8日         | おしりかじり虫（第3期）                          | キネマシトラス                               | NHK BSプレミアム       | 全10話 |
| 10月6日 - 12月29日        | オレん家のフロ事情                               | 旭プロダクション                             | BS11                   | 全13話 |
| 10月6日 - 2015年1月5日    | 怪盗ジョーカー（第1期）                          | シンエイ動画                                 | TOKYO MX、KIDS STATION | 全13話 |
| 10月6日 - 12月29日        | 神撃のバハムート GENESIS                         | MAPPA                                        | TOKYO MX               | 全13話 |
| 10月6日 - 12月22日        | なりヒロwww                                      | 6次元アニメーション                          | TOKYO MX               | 全12話 |
| 10月6日 - 2015年3月30日   | 弱虫ペダル GRANDE ROAD                           | TMS/8PAN                                     | TX                     | 全24話 |
| 10月7日 - 2015年3月24日   | 暁のヨナ                                         | ぴえろ                                       | TOKYO MX、AT-X         | 全24話 |
| 10月7日 - 12月23日        | トリニティセブン                                 | セブン・アークス・ピクチャーズ               | TX                     | 全12話 |
| 10月8日 - 2015年4月1日    | ガンダムビルドファイターズトライ                 | サンライズ                                   | TX                     | 全25話 |
| 10月8日 - 2015年3月25日   | 寄生獣 セイの格率                                | マッドハウス                                 | NTV                    | 全24話 |
| 10月8日 - 12月24日        | 大図書館の羊飼い                                 | フッズエンタテインメント、Felix Film         | TOKYO MX               | 全12話 |
| 10月8日 - 12月24日        | Hi☆sCoool! セハガール                            | トムス・エンタテインメント、ジーニーズ       | ANIMAX                 | 全13話 |
| 10月8日 - 12月10日        | 棺姫のチャイカ AVENGING BATTLE                   | ボンズ                                       | TOKYO MX               | 全10話 |
| 10月9日 - 12月25日        | 俺、ツインテールになります。                     | プロダクションアイムズ                       | TBS                    | 全12話 |
| 10月9日 - 12月18日        | PSYCHO-PASS サイコパス 2                         | タツノコプロ                                 | CX                     | 全11話 |
| 10月9日 - 2015年3月19日   | 四月は君の嘘                                     | A-1 Pictures                                 | CX                     | 全22話 |
| 10月9日 - 2015年3月26日   | SHIROBAKO                                        | P.A.WORKS                                    | TOKYO MX               | 全24話 |
| 10月10日 - 2015年10月4日  | ナノ・インベーダーズ                             | JIUBAO ANIMATION（日中合作）                 | BSジャパン             | 全52話 |
| 10月11日 - 2015年3月28日  | 山賊の娘ローニャ                                 | ポリゴン・ピクチュアズ                       | NHK BSプレミアム       | 全26話 |
| 10月12日 - 12月28日       | ガールフレンド（仮）                             | SILVER LINK.                                 | TX                     | 全12話 |
| 10月16日 - 12月25日       | 結城友奈は勇者である                             | Studio五組                                   | MBS                    | 全12話 |
| 10月18日 - 12月20日       | 蟲師 続章（第2期）                               | アニメーションスタジオ・アートランド         | TOKYO MX               | 全10話 |
| 10月19日 - 2015年12月29日 | ぐらP&ろで夫                                     | Pie in the sky                               | BSフジ、TOKYO MX       | 全62話 |
| 10月22日 - 10月31日       | モンスター・ハイ こわイケガールズ                | 小学館ミュージック&デジタル エンタテイメント | TX                     | 全8話  |
| 10月26日 - 2015年10月4日  | カードファイト!! ヴァンガードG                   | TMS/だぶるいーぐる                           | TX                     | 全48話 |
| 11月2日 - 2015年4月12日   | Bonjour♪恋味パティスリー                         | SILVER LINK.、CONNECT                        | AT-X                   | 全24話 |
| 11月7日 - 2015年2月13日   | 島耕作のアジア立志伝（第4期）（実写+アニメ）     | NHK                                          | NHK BS1                | 全8話  |
| 12月3日 - 2015年6月3日    | 接続無用                                         | MMDGP                                        | TOKYO MX               | 全26話 |
| 12月30日（特別番組）      | テイルズ オブ ゼスティリア 〜導師の夜明け〜      | ufotable                                     | TOKYO MX               | 全1話  |
| 12月31日（特別番組）      | 憑物語                                           | シャフト                                     | TOKYO MX               | 全4話  |

1. 1 2  特別編1話含む
2. ↑  第0話含む
3. ↑  総集編10話含む
4. ↑  総集編1話含む
5. ↑  全12回放送
6. ↑  第11話からTOKYO MXのみで放送
7. ↑  未放送1話含む。